# Elna
|  | Per a altres significats, vegeu «bisbat d'Elna». |

Elna (['elnə] o ['jelnə] quan es vol evitar l'hiat, en francès Elne) és una ciutat de la Catalunya Nord situada a la comarca del Rosselló, cap del municipi del mateix nom i que té una població de 8.450 habitants.
No té pas gentilici popular, hom parla de la gent d'Elna, tanmateix s'empra també iliberrenc o iliberrienc o elnès i elnenc (rar).

## Etimologia
Segons Joan Coromines, el topònim Elna procedeix de la forma basca iri berri (vila nova), que dona la forma ibèrica Iliberis, nom antic d'Elna i d'altres poblacions ibèriques com Iliberri, l'actual Granada. A partir d'aquesta forma, el filòleg esmenta la possible concurrència del mot grec hel·lena, o helena, que hauria influït en el pas cap a Elna (o Euna) de la forma primigènia. També s'ha proposat que Elna vingui d'Hèlena, nom que l'emperador Constantí donà a la ciutat en memòria de la seva mare. Apareix com a Helna a la crònica de Pere IV ("Anam-nos aturar atendar en la dita vila sus pres Helna", 170).

## Geografia

Situació de la comuna d'Elna en el Rosselló

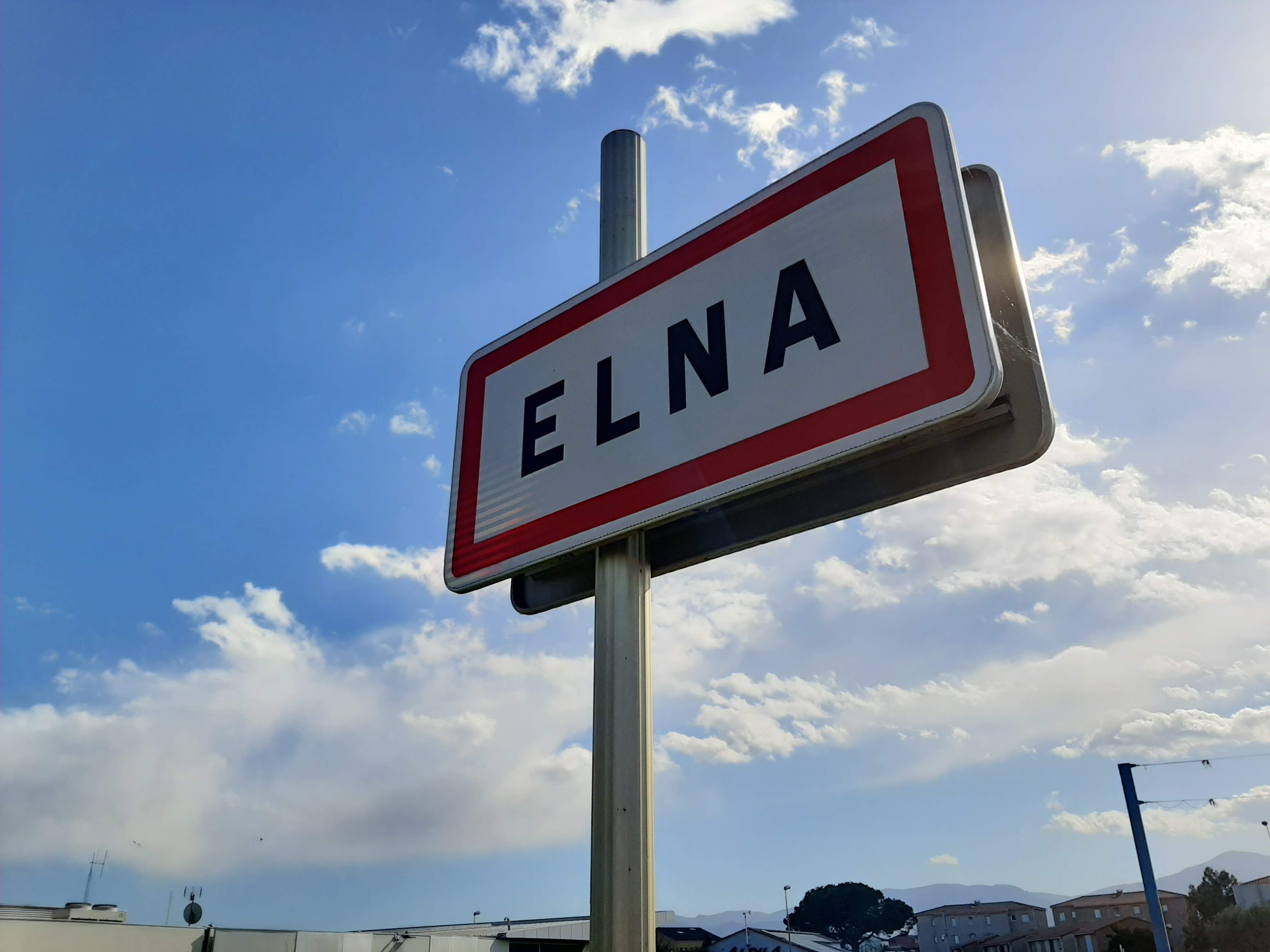
Rètol a l'entrada d'Elna.

### Localització i característiques generals del terme
El terme comunal d'Elna, d'una extensió de 212.900 hectàrees, és a la Plana del Rosselló, a 12 quilòmetres al sud-est de Perpinyà. La ciutat és a cinc quilòmetres del mar, just al nord del Tec, si bé el seu terme municipal hi arriba a tocar, a través d'una estreta llenca de terra, rural i poc urbanitzada, al llarg del marge esquerre del riu que arriba a la vora del mar, al lloc dit Bocal del Tec, que era antigament la desembocadura del riu abans que aquest no es desviés cap al sud. El riu Tec fa de límit natural del terme d'Elna pel costat de migdia, i el separa dels termes de Palau del Vidre i Argelers de la Marenda, malgrat que el segon, solament en part. Al nord, l'Agulla de la Mar separa els termes d'Elna i Alenyà. Pel que fa a la resta de termenals, no segueixen cap element natural, i obeeixen més a les propietats i antigues senyories.
L'extrem est del terme, en el punt que arriba a tocar la mar, el terme d'Elna assoleix precisament el nivell de l'aigua de la mar. L'elevació màxima és al Sagrat Cor, a la zona central-occidental del terme, al sud-oest de la ciutat, a prop i a ponent del Mas de Lazerme. El turó on es troba la ciutat vella arriba als 32 m alt.
En el terme d'Elna es reconeixen diversos territoris; enllaçant la ciutat amb el mar, el ja esmentat territori del Bocal del Tec. al nord-oest, l'antiga Prada de Mossellons, amb una zona amb diversos canals de regatge, el més important dels quals és l'Agulla de la Mar. Al nord-est, els Aspres de Sant Cebrià, al límit amb el terme d'aquest nom, i a l'oest, la cua de llevant de la Serra d'Ortafà i el Puig de Sant Martí. La resta, amb tota la zona central, és la plana presidida pel turó on s'alça la ciutat d'Elna. El límit meridional del terme comunal d'Elna, primer amb Palau del Vidre i després amb Argelers, és el riu Tec, des de l'extrem sud-occidental, al punt on es troben els termes d'Elna, Ortafà i Palau del Vidre, fins al sud del Mas Batlle, on se'n separa en direcció nord-est, seguint el traçat del curs antic del Tec, actualment esdevingut camps de conreu. Per tant, el termenal segueix avui dia una línia arbitrària fins a la mar Mediterrània fins a l'antic Bocal del Tec. Aleshores, aquest termenal trenca cal al nord, i durant 690 metres, el límit oriental del terme d'Elna és la mar mateixa. Al cap d'aquests quasi 700 metres, comença el límit comunal amb Sant Cebrià de Rosselló, que és ple de línies rectes i d'angles, amb constants canvis de direcció, seguint camins rurals i un petit tram de la carretera D81, fins que troba el Rec de la Torre. Al cap de 125 Just quan deixa de seguir aquesta carretera, seguint el rec esmentat, deixa enrere el termenal amb Sant Cebrià de Rosselló, i comença el de la Torre d'Elna.
Segueix el Rec de la Torre cap a l'oest - sud-oest, fins als Horts d'en Manyac, on queda dins del terme d'Elna un petit quadrat de territori al nord i est del rec. Torna a retrobar el Rec de la Torre, que segueix ara cap al nord, fins que el rec troba l'Agulla del Pla i el Camí de Carlemany, que segueix cap al nord. Sempre cap al nord, amb trams cap al nord-oest, segueix el Camí de Carlemany fins al sud-est de la deixalleria d'Elna, on, en una línia trencada, el límit comunal segueix camins rurals, un petit tram d'una agulla secundària, un altre de la carretera D22, fins que arriba a l'extrem nord de la comuna, on troba l'Agulla de la Mar.
L'Agulla de la Mar marca tot el límit septentrional del terme d'Elna, així com el meridional d'Alenyà, entre el darrer punt expressat i el Camí de Carlemany, al nord-oest del Mas Xixet, on es troben les comunes d'Alenyà, Cornellà del Bercol i Elna. El termenal occidental de la comuna d'Elna també és molt irregular i trencat; s'adreça al sud, però eixamplant el territori de la comuna cada cop més al sud-oest. Després de seguir un breu tram cap al sud-est per una agulla secundària, el termenal, ple d'angles que ressegueixen camps i possessions agrícoles, travessa pel mig els hivernacles del Mas Cebes, va cap al Mas Massé, travessa l'autovia D914, on gira cap a l'oest per tal d'incloure tota la Plana de Mossellons dins del terme d'Elna, en bona part seguint una agulla secundària cap a ponent. Així, arriba a Terres Verds, on es troben les comunes d'Elna, Cornellà del Bercol i Montescot; d'aquí, seguint un tros una agulla secundària i després de forma arbitrària pel mig de camps i possessions agràries, de primer cap al sud-oest i després cap a l'oest, arriba al punt de trobada dels termes d'Elna, Montescot i Bages de Rosselló. Aquest darrer límit és molt breu, cap al sud-oest, i sense cap límit geogràfic natural. Al cap d'uns 500 metres, s'arriba al termenal d'Elna, Bages de Rosselló i Ortafà. En aquest lloc el límit del terme d'Elna s'adreça cap al sud-est, seguint propietats agrícoles i, en breus trams, agulles secundàries, fins que arriba al riu Tec, al límit de les comunes d'Elna, Ortafà i Palau del Vidre.
La ciutat és construïda sobre i al voltant d'un turó poc elevat de 32 metres, encimbellat per la catedral, al nord del Tec. La ciutat vella es divideix en la Vila d'Amunt i la Vila d'Avall. La ciutat roman envoltada de paisatges de camps i vinyes.
Termes municipals limítrofs:
| Montescot         | Cornellà del Bercol / Alenyà | Sant Cebrià de Rosselló          |
| Bages de Rosselló |                              | La Torre d'Elna Mar Mediterrània |
| Ortafà            | Palau del Vidre              | Argelers de la Marenda           |

### La ciutat d'Elna

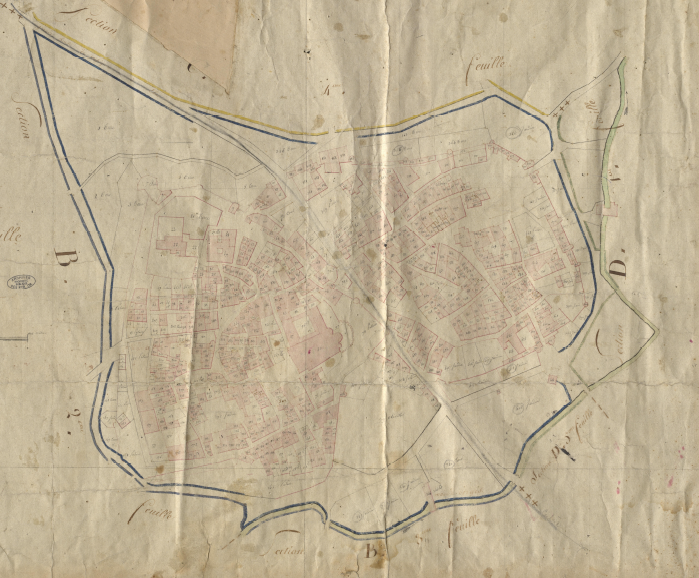
Elna en el Cadastre napoleònic del 1812 (Arxius Departamentals dels Pirineus Orientals)

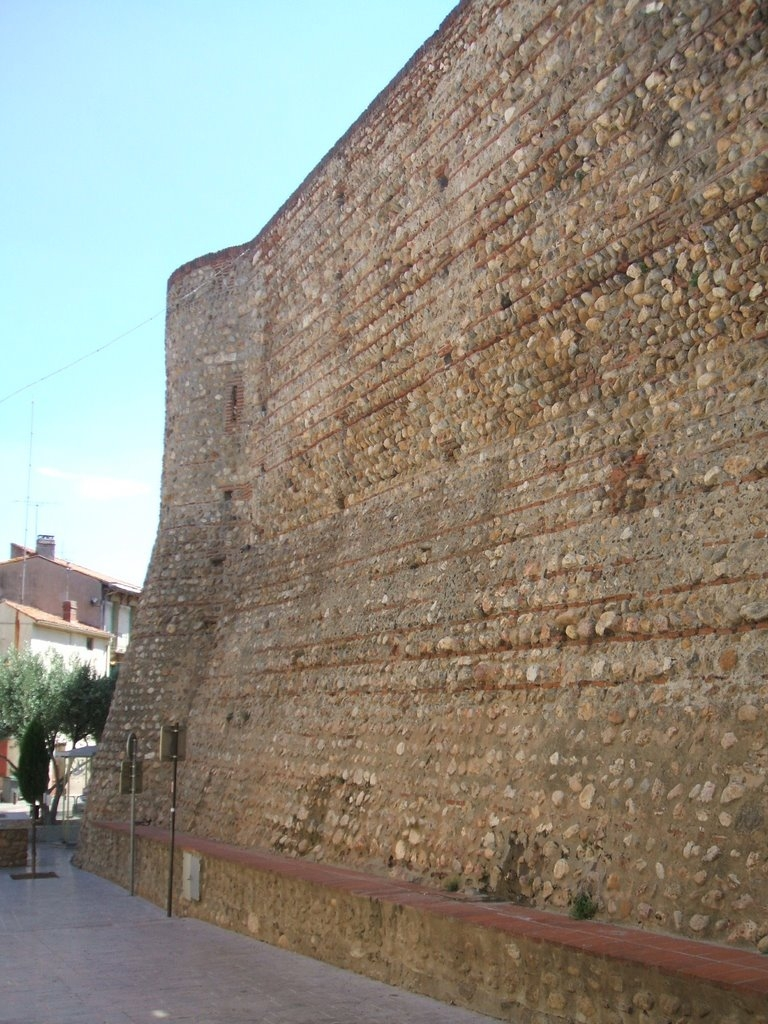
Fortificacions de la Vila d'Amunt

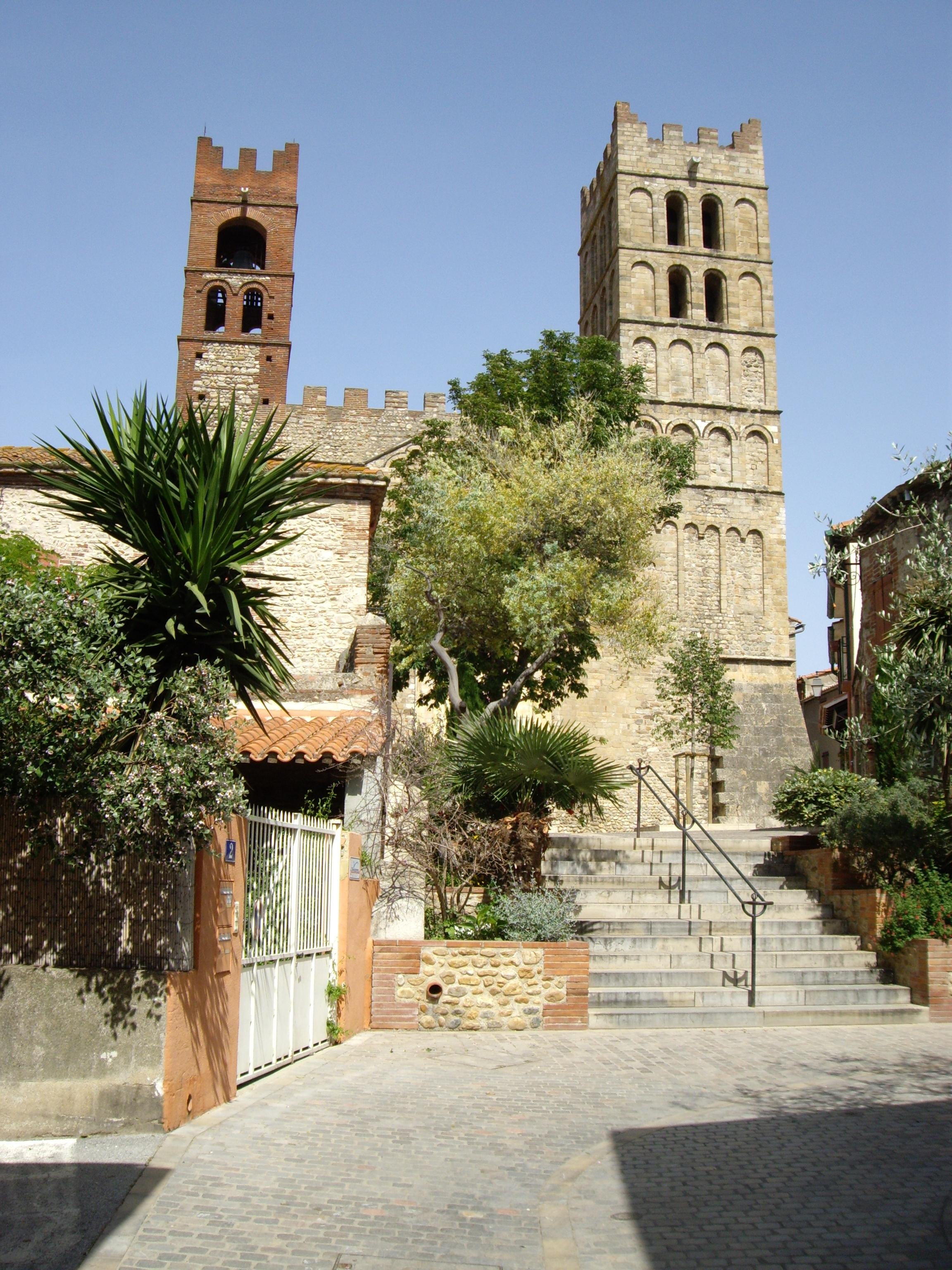
La Catedral de Santa Eulàlia i Santa Júlia

Elna apareix ja des dels seus orígens dividida en dues parts, la Vila d'Amunt, o barri de la Catedral, i la Vila d'Avall, o Vila Baixa. La Vila d'Amunt era envoltada de muralles i contenia també el castell i el Convent dels Caputxins, actualment tots dos en ruïnes, i el Palau Episcopal, destruït en temps de Napoleó III. També són desaparegudes, o desafectades i reconvertides, diverses capelles: la de Santa Caterina del Palau, la de Santa Maria de Bell-lloc o del Puig, la de Sant Esteve, darrere l'absis principal de la catedral, la de Sant Jordi de l'Hospital, la de Sant Llàtzer, a la Porta de Cotlliure, la de Sant Llorenç, ara convertida en Museu Arqueològic; a la Vila Baixa, la de Sant Pere, que podria haver estat la catedral primitiva de la ciutat (només se n'han trobat vestigis de sarcòfags) i la de Sant Jaume, que potser va succeir la de Sant Pere; actualment en resta una part, convertida en un taller menestral. Es conserven diverses portes del clos murallat, com la Porta o Portal Balaguer, la de Perpinyà o la dels Portalets. Al voltant d'aquest doble nucli primigeni, es van anar formant els primers barris: el Camí Ral, la Colomina, abans Colomina de les Forques, el Convent, el Forn de Calç, les Garrafes, el Planiol, la Pompa Grossa, el Portal -o la Porta- de Cotlliure, la Porta de Perpinyà, els Quatre Camins i Sota les Garrafes.
Més endavant, aparegueren nous barris, com ara el Camí del Pont de Fusta, el Camí del Salitar, l'Hort d'en Rovira, el Mercat Nou, el Mercat Vell, les Parragueres, o l'Aspre de l'Esteve Bosc, o l'Hort d'en Guibó, el Pont de na Menuda, el Rec de la Torre i la Ruta Nova, o l'Aspre d'en Grobi. En l'actualitat la ciutat d'Elna s'estén de forma rectangular a la plana de l'entorn de la ciutat vella.
Modernament s'ha format, principalment al nord de la ciutat, la Zona Industrial i Comercial.

### Els masos
El territori d'Elna és un espai força extens, a causa de la seva història, i les nombroses extensions del capítol de canonges de la seva catedral. Existeix un bon nombre de masos: les Alberes, l'Arlesienne, o Mas de l'Arlesienne, la Casa del Guarda, la Casa d'en Quesada, el Casot, el Castell d'en Bardou, la Cava Bertezene, o Mas Porrà, Hort -o Mas- de l'Autonès, Mas Armangau, Mas Batlle, Mas Blanc, o Mas Montera, Mas Campredon, Mas Cebrià, o Mas d'en Pistola, Mas Coderc (n'hi ha tres, el tercer també anomenat Mas Figueres), Mas Collarès, Mas Crouzière (n'hi ha dos, el segon també conegut com a Mas d'en Guardis), Mas d'Avall, o Mas de Lazerme, Mas Deit, o Mas Manyac Nou, Mas de l'Abribat, Mas de la Dehaussy, Mas de l'Aragó, o Mas Aragó, antigament Mas Anglada, Mas de l'Aramís, o Mas del Patxoret, o Mas d'en Delòs, Mas de la Ricona, o Mas de la Sorda, o Mas Coder, Mas de la Rovina, o, senzillament, la Rovina, Mas de Lazerme, o Mas de Lazerme de Dalt, abans Mas Delarís, o Mas de n'Hereter, o Mas de Sinisterra, Mas de l'Esquerrà, Mas de les Trilles, Mas del Poll, o Mas del Rill (n'hi ha dos, el segon també anomenat Mas del Reig), Mas d'en Barboteu, Mas d'en Bassó, o Mas d'en Farines, Mas d'en Batlle, Mas d'en Bouer, o Mas d'en Calmetes, Mas d'en Cebes, Mas d'en Figueres, Mas d'en Fons, o Mas d'en Surjús, Mas d'en Guardis, o Mas d'en Calls, abans Mas Calmetes, o Mas d'en Rollan, Mas d'en Joncà, Mas d'en Jordà, Mas d'en Llorente, Mas -o Jardí- d'en Manyac, Mas d'en Manyac, o Mas Manyac Vell, Mas d'en Martre (n'hi ha tres, el darrer també conegut com a Mas d'en Papell), Mas d'en Mirós, Mas d'en Pardinella, Mas d'en Patau, Mas d'en Ple, o Mas d'en Mirós, o Celler d'en Bardou, Mas d'en Pistola, o Mas d'en Roger, Mas d'en Puig, Mas d'en Reiners, Mas d'en Roca, Mas d'en Reig, o Cava Cooperativa del Mas d'en Reig, o Cava dels Vinyaters d'Elna, Mas d'en Roig, Mas d'en Roig, Mas d'en Rumeau, Mas d'en Tuber (destruït), Mas Díaz, Mas Giró, Mas Godall, Mas Guitard (desaparegut, nom antic), Mas Ibergai, o Mas d'en Tubert, Mas Llori, Mas Llugany, Mas Mallol, Mas Marcet, Mas Masser, Mas Mirós, Mas Mitgera, Mas Mitjavila, Mas Nicolau (desaparegut, nom antic), Mas Oms, Mas Petit del Rei, Mas Planes, Mas Porrà, o Mas -o Domaine- de Mossellons, Mas Porcet, Mas Porteix, Mas Pull, Mas Rei, Mas Ribes, Mas Ricós, Mas Riols, abans Mas d'en Baldó, Mas Sales, Mas Santaló, o Mas d'en Rovira, Mas Sant Andreu, o Mas Vergers, Mas Torrent, Mas Torroella, Mas Tubert-Colomer i Mas Xixet.
També hi ha alguns molins, actualment en desús: Molí de l'Oli, abans Molí de la Ganga, o d'en Brossa, o d'en Danot, Molí d'en Verges, o d'en Leví, abans Molí de les Pipes, o de na Prebosta, Molí d'en Bertran, o del Pintor, o de Reiners, o de les Rogeres, abans Molí Llucià, Molí d'en Torner, abans Molí Sabater, o d'en Jóc, o de l'Almoina, Molí d'en Reig, o del Mas Reig, o de la Font, o Molí Bonet, i Molí Nou, abans Molí d'en Fèlix.

### Mossellons
Elna havia tingut diverses caseries o llocs en diferents indrets del seu terme comunal: el de Mossellons al nord-oest, esmentat el 914 i el 1143. Havia tingut església pròpia, Santa Maria de Mossellons i un castell: la Mota de Mossellons

### Palol
Un altres és l'antiga vila de Palol d'Amunt, citada des del 844; era a ponent de la ciutat, on ara es troba el Mas de Lazerme. Només resten alguns vestigis de l'antic lloc de Palol d'Avall o de Baix, situat a llevant de la ciutat, ran mateix del Camí de Carlemany. Hi havia hagut l'església de Sant Martí, documentada el 1163. S'hi han trobat restes de ceràmica romana, per la qual cosa se suposa que era la continuïtat d'una vil·la romana, com s'explica més endavant.

### Santa Eugènia de Tresmals
Vora del Tec, al sud-est, hi ha l'església de Santa Eugènia de Tresmals, mig colgada pels al·luvions del riu. Era l'església d'un lloc del mateix nom, esmentat el 814.

### Boada,Villa Bonitii Sant Martí de la Riba
No resta cap vestigi de dos altres llocs: Boada, o Boades, citat entre el segle xii i el xiv, la villa Boniti, esmentada el 976, i l'antiga vila de Sant Martí de la Riba, situada a ponent de la ciutat d'Elna, i documentada el 981, el 1028 i el 1087.

### Elcastell de la reina Helena
El 1900 un escrit de R. de Lacvivier afirmava que al Mas Collarès, situat a ponent de la ciutat d'Elna hi havia les restes del Castell de la reina Helena. El mateix autor, però, matisava que es tractava d'un record purament llegendari. Explicava aquell autor que la plantació d'una vinya va permetre la troballa d'una bona quantitat de monedes, així com de restes de ceràmica. El 1959 hi fou trobada també nombrosa ceràmica sigil·lata, així com un fons de cisterna i una placa de marbre, a més de molts altres vestigis. El 1961 una nova prospecció va permetre la descoberta de moltes restes arquitectòniques: un angle de capitell, la base d'un fust de columna, motllures de marbre, fragments de revestiments de murs amb pintures florals, tessel·les de mosaic, ceràmica de diverses menes, etc. El 1985, encara, hi foren trobats nombrosos fragments de teules, més restes com les trobades els anys anteriors, un tros de tub de plom, i, sobretot, el basament d'un mur de terrassa. De la primeria del segle xxi ençà el jaciment ha estat fortament arrasat pels treballs agrícoles. Roman, tanmateix, documentat com un dels llocs més antics de la comuna d'Elna, potser era una gran vil·la romana que va mantenir l'habitatge i l'ús agrícola durant almenys 600 anys.

### Esglésies i capelles

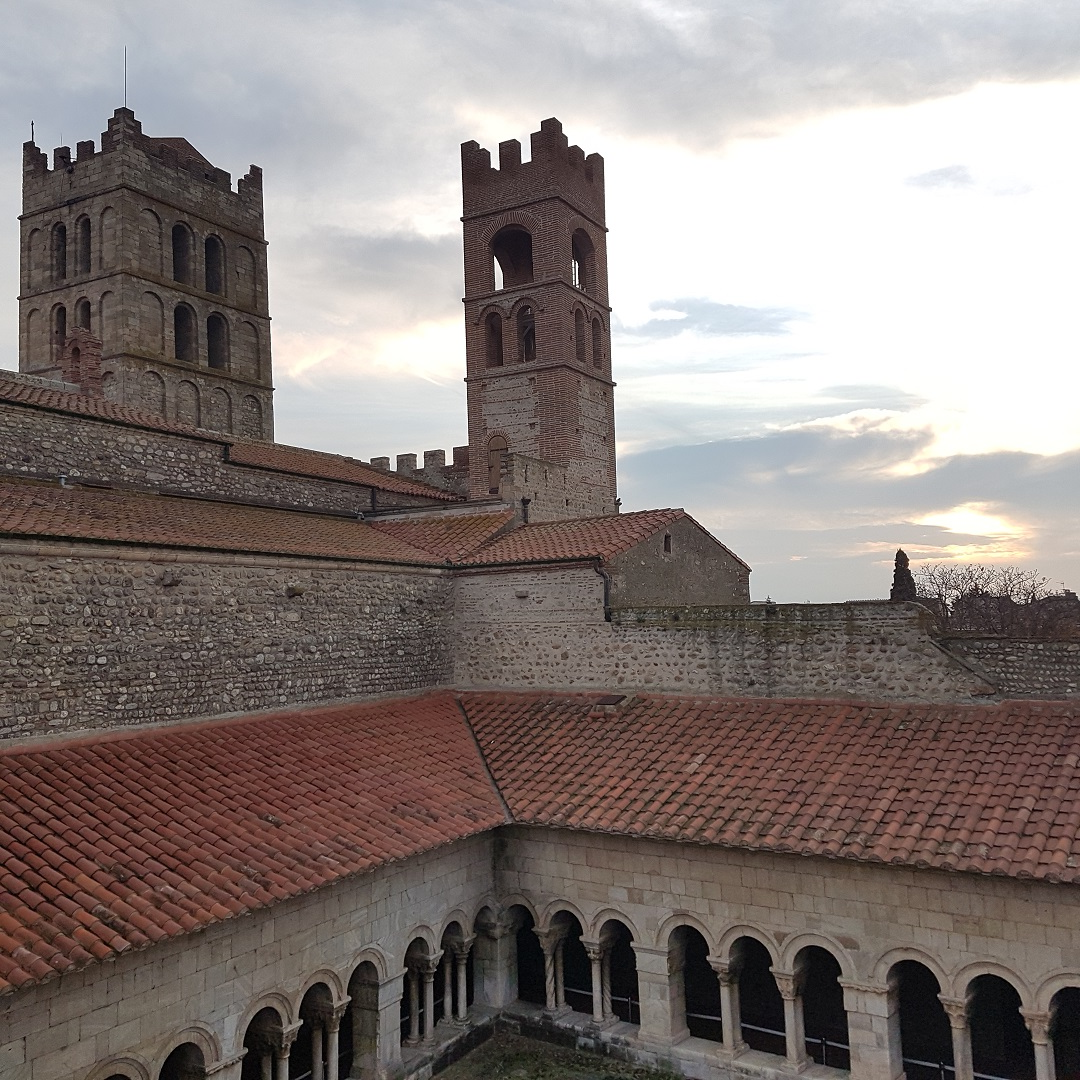
Catedral d'Elna

Pel seu origen eclesiàstic, a més de la seva extraordinària Catedral, Elna té un bon nombre de capelles i esglésies, com ara la Capella de la Passió i la Capella de Nostra Senyora de la Trona, que havien estat incorporades a l'antiga Casa de la Vila, Sant Jaume de la Vila Baixa, Sant Jordi de l'Hospital, Sant Llorenç (convertida en Museu Arqueològic), a més de les desaparegudes de Santa Caterina del Palau, Sant Esteve, Sant Llàtzer (a la Porta de Cotlliure) i Sant Pere, totes a la ciutat d'Elna. Fora de ciutat, en el terme comunal, Santa Barba i Santa Eugènia de Tresmals (dues: església i capella). Entre les desaparegudes hi ha Nostra Senyora de Bell-lloc, després Església del Convent.

### Els corrents d'aigua
El Tec és l'únic riu del terme d'Elna. Ara bé, s'hi troba un bon nombre de còrrecs, agulles i recs, tant de drenatge com d'irrigació. Els còrrecs d'Elna són: el Còrrec de la Troba, el d'en Barata, el d'en Bigorra, el d'en Grill, el d'en Jordà i el d'en Perpinyana. Els canals de drenatge són l'Agulla de la Mar, anteriorment Agulla d'Alenyà, l'Agulla de la Rovina, l'Agulla del Camp del Regatiu, el Ginjoler, o Agulla del Ginjoler, l'Agulla d'en Gibert, la Corregada, el Rec de Descàrrega i l'Ull de Mar, a més del Rec de la Font del Pomer, que és alhora de drenatge i d'irrigació. Els canals d'irrigació són l'Agulla de la Feixa, la de la Sangria, la del Bassi, la del Mas d'en Reig, la del Molí Nou, la del Pla, la de l'Ull de la Porta de Cotlliure, la de Santa Barba, la del Mas de l'Aragó, la Branca de les Trilles, la Branca del Quarter Delom, el Diamant del Mas d'en Pardinella, la Partió, la Partió Vella (desapareguda), la Presa del Rec de Descàrrega, el Rec de la Torre, o Rec Gros, el Rec de les Aigues Vives, el Rec d'Elna, l'Ull de l'Agulla de la Feixa, l'Ull de la Porta de Cotlliure, l'Ull de la Sangnia, l'Ull del Molí Nou, l'Ull d'en Bertran, l'Ull d'en Bou, l'Ull de Nit d'en Bassi i l'Ull d'en Verges.

### El terme comunal
El terme d'Elna està format per tot un conjunt d'indrets, la major part d'aquests encara conservats en els registres cadastrals: les Aigues Vives, les Alberes, l'Arlésienne, les Arrencades, els Aspres de Sant Cebrià, o dels Roures, el Bassí, el Bocal del Tec, el Camí d'Alenyà, el Camí del Gorg d'en Fricles, el Camí de la Mar (n'hi ha dos), el Camí de la Polleda, o del Pla de la Barca, el Camí de les Trilles, o el Camí, el Camí de Llauró, el Camí del Pont de Fusta, el Camí del Salitar, el Camí Nou de la Torre, el Camí de Perpinyà, el Camí de Santa Eugènia, el Camí Vell de la Torre, el Camí de Sant Cebrià, el Camí de Vilanova, el Camí Vell de Sant Cebrià (tots aquests camins, com a nom de partida, no estrictament del camí), els Caputxins Vells, el Còrrec d'en Jordà, la Corregada, les Corts, o les Corts del Mas d'en Guardis, la Creu Escapçada, el Devés, o la Devesa, la Feixa, la Font del Pomer, la Font d'en Barrera, la Font d'en Gibert (com amb els camins, no designa la font, sinó la partida que l'envolta), la Garriga de la Teuleria, el Ginjoler, el Gran Bosc, la Maixina, Mas Armangau, Mas Blanc, Mas Calmetes, Mas Campredon, Mas Cebrià, o d'en Pistola, Mas Coder, o Mas Figueres, Mas Collarès, Mas Crouzière (n'hi ha dos), Mas d'Avall, Mas Aragó, o de l'Aragó, Mas de la Ricona, Mas de Lazerme, Mas de les Trilles, Mas del Reig, Mas del Rill, o Mas Marcet, Mas de Mossellons, o Mas Porrà (actualment conegut com a Domaine de Mossellons), Mas d'en Bardou, Mas d'en Bouer, Mas d'en Cebes, Mas d'en Guardis, o Mas d'en Calls, Mas d'en Martre, Mas d'en Mirós, Mas d'en Ple, Mas d'en Puig, Mas d'en Reig, Mas d'en Reiners, Mas d'en Roger, Mas Godall, Mas Ibergay, o Mas d'en Tubert, Mas Llori, Mas Llugany, Mas Mallol, Mas Marcet, Mas Masser, Mas Mirós, Mas Planes, Mas Porteix, Mas Pull, Mas Ribes (n'hi ha dos), Mas Ricós, Mas Riols, abans Mas d'en Baldó, Mas Santaló, abans Colomina del Col·legi de Pi, Mas Sant Andreu, Mas Torrent, Mas Torroella, Mas Tubert-Colomer, Mas Xixet (també en aquests casos no es tracta dels masos en si, sinó de les terres que els envolten), el Mercat, la Minyana, el Molí d'en Torner, el Molí Nou (també la partida que els envolta), Mort dels Ases, els Mossellons, Palol, antigament Palol d'Avall, les Pampes, el Pas de la Beneta, el Pas de la Barca, el Pas d'en Comes, el Pas d'en Flors, els Pastors, la Pedra Blanca (n'hi ha dues), els Pedreguers, el Pla, el Pla de la Barca, el Pla de les Garrafes, la Polleda, el Pont Blau, el Pont de Fusta, el Pont de la Morera, el Pont Moll, o el Tec Vell, el Pont Nou (n'hi ha dos), les Porcigoles, el Puig del Toro*, el Puig d'en Romà, el Puig Roig, Quarter Delom, Rec de les Aigues Vives, les Rieres, la Rovina, la Ruta, Ruta de la Torre, el Sagrat Cor, el Salitar, Santa Eugènia, Sant Martí, Sant Martí de la Riba, el Serrat d'en Faig, la Sorra, el Tec Vell (dos: un al Salitar, l'altre al Bocal del Tec), Terra Verd (o Terraverd?), el Terreny de Rugbi, la Teuleria, els Tres Corns, les Tres Rues, les Trilles, la Verneda i Vila-rasa.
- Podria tenir com a base apel·latiu tóron 'font, deu, ullal', provinent d'un ibero-bascoide *TURONDO segons el DECat VIII: 616b50ss.

Alguns altres són noms actualment desapareguts, conservats en la memòria de les persones més grans del terme: l'Avinguda, Boades, o Boada, el Camí de Montescot, el Camí de Mossellons (les partides a l'entorn d'aquests dos camins), el Casot, l'Hospici de Perpinyà, Mas de Lazerme (diferent del que ara es coneix així), Palol d'Amunt, la Plantada, el Puig de les Forques, Terrats i la Verneda del Pallasso.
Alguns d'aquests topònims fan referència a camps, prats, horts o similars concrets: el Camp de la Creu, el de la Rovina, el del Rei, el d'en Blanc (dos de diferents), les Closes, la Colomina, abans Colomina de les Forques, la Colomina del Camí Vell, la Colomina del Pla, la Colomina d'en Santaló, abans Camp d'en Bou, l'Hort de la Paret, o d'en Llugany, l'Hort de l'Autonès, l'Hort -o Jardí- d'en Joncar, els Horts d'en Barboteu, els Horts d'en Manyac, l'Oliveda de la Teuleria, l'Oliveda Petita, la Prada de Mossellons, les Tanques i la Vinya Llarga. N'hi ha també de desapareguts, com les Closes d'en Capó i la Prada.
Un esment espacial mereixen els senyals mariners existents en el terme d'Elna: cinc llocs anomenats Piló (al Puig del Toro, al Camí d'Ortafà, al Còrrec d'en Jordà, al Camp d'en Minyana i al Camí de Montescot) i el Trallo dels Conys.
En el terme, a ponent de la ciutat, hi ha el notable edifici de la Maternitat d'Elna-

#### El Cadastre napoleònic
En el Cadastre napoleònic del 1812, Elna apareix dividida en quatre seccions: la de Sant Martí, situada a l'oest de la ciutat, la del Devés, al sud i a l'oest immediat de la ciutat, la de Mossillons, al nord i nord-oest del nucli urbà i la del Pla, a l'est, fins a la mar. Els mapes cadastrals, d'altra banda molt detallats, no inclouen els noms de les partides del terme.

## Activitat econòmica

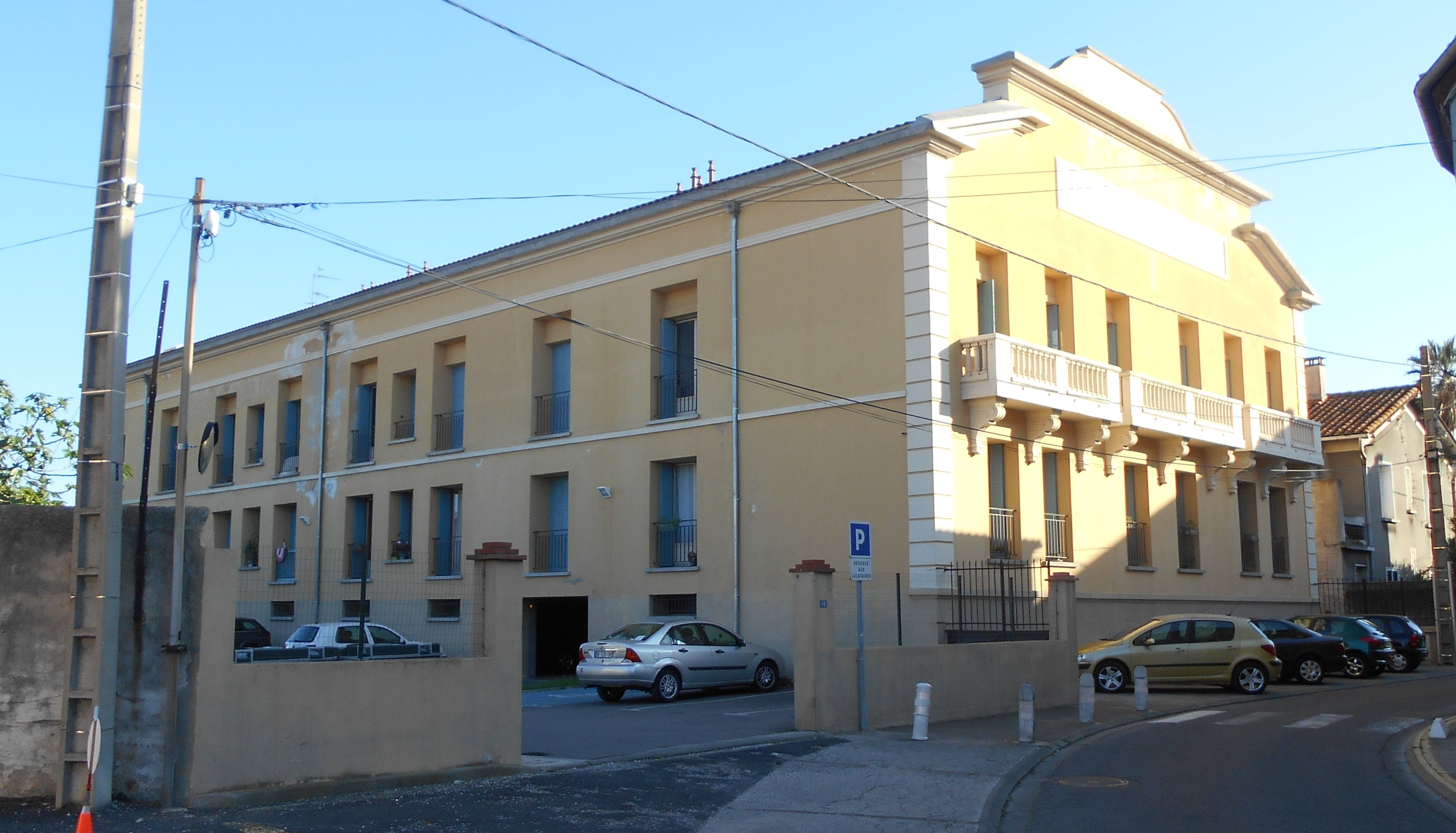
La Cooperativa Frutícola

Tot i que té una forta activitat industrial i comercial, sobretot en el segle xxi i darreries de l'anterior, la major part de l'activitat econòmica d'Elna es basa en l'agricultura. El Tec i els canals que se'n deriven proporcionen l'aigua necessària perquè una part important del terme sigui de regadiu. Una tercera part de les terres del terme es dediquen als arbres fruiters: presseguers, en augment, pereres, albercoquers i pomeres, sobretot. L'horta té també importància, ja que es dedica a hortalisses quasi la meitat de les terres existents en el terme, que, gràcies a la implantació dels hivernacles, és també en augment: escaroles, enciams, productes primerencs, carxofes, tomàquets, col-i.flors, apis, julivert, llegums i espàrrecs. La resta de terres són dedicades a la vinya, la meitat per a vins de denominació d'origen controlada. En total hi ha més de 350 explotacions agrícoles (vers el 1950 n'hi havia unes 600).
L'activitat comercial és important. D'una banda, la de preparació i venda dels productes agraris: un gran nombre d'empreses de venda a l'engròs de verdures i fruites, una cooperativa vitícola intermunicipal, una altra de frutícola i un gran mercat de fruites i verdures. La majoria d'aquestes empreses se situa al nord-oest de la ciutat, en un extens polígon industrial, on hi ha també empreses conserveres i de fabricació d'embalatges per al comerç de tota la producció agrícola. Ultra això, diverses empreses de construcció, una de construccions metàl·liques i una altra d'extracció de sorra i grava de la llera del riu donen una vida dinàmica a la ciutat episcopal. La proximitat de la costa ha permès també un important desenvolupament dels serveis i de l'oferta hotelera, inclosos dos càmpigs municipals, El Molí i Els Pedreguets, de tres i dues estrelles, respectivament.

## Comunicacions

### Vies de comunicació antigues
A causa de la importància d'Elna a l'antigor, són diversos els vestigis de vies de comunicació trobats en el territori d'Elna. La Via Domícia era la més important, ja que vertebrava el Rosselló de nord a sud. Procedent de Cornellà del Bercol, se n'han trobat força vestigis al llarg del traçat de la via del ferrocarril, que ressegueix el que havia estat el traçat d'aquesta via. Fins i tot l'estació actual de trens d'Elna se situa en els entorns del que havia estat l'estació romana Ad stabulum. Entrava en territori d'Elna per la Prada de Mossellons, passava per on ara hi ha el Mas Noell, arribava a la ciutat i des d'aquest lloc la Via Domícia girava a ponent, per anar cap a Ortafà, Brullà i Nidoleres per la riba esquerra del Tec.
Una altra via que feia cap a Elna era el Camí de Carlemany, que alguns autors han relacionat o confós amb l'anterior, ja que, procedent de Tesà, seguia tal vegada el mateix recorregut a partir del Mas Noell, al qual arribava procedent del Puig Ferrant i del Molí d'en Torner, travessant el sector sud-occidental del terme de Sant Cebrià. A causa del traçat d'aquesta altra via, una altra hipòtesi per a l'estació Ad stabulum, ben documentada, és que fos a Palol d'Avall, a llevant de la ciutat d'Elna.
Una tercera via de comunicació era la Strada Conflentana, que des d'Elna marxava cap a ponent pel sud de l'actual Mas d'Avall, prop d'on devia ser el Palatio superior citat el 916, i se n'anava cap a Montescot, en direcció nord-oest.

### Carreteres
Pel fet de ser una ciutat que fa de pol d'atracció de, almenys, tot el sector sud-oriental del Rosselló, Elna és una població amb nombrosos elements que la comuniquen amb el seu entorn. La carretera més important és la D - 914 (D - 900 a Perpinyà, a les Arcades - Coll dels Belitres, a Cervera de la Marenda), que té format d'autovia al llarg de tot el terme d'Elna. Entra en el terme pel nord, i després de fer un arc còncau cap a la ciutat, pel seu nord-est, marxa del terme d'Elna pel sud-est, travessant el Tec.
La segona carretera en importància és la D - 612 (D - 914 a Elna - N-116, a Millars), que, procedent de Montescot, entra en terme d'Elna per l'oest. Travessa el nucli urbà, i se'n va pel nord-est per anar a trobar la carretera D-22 a prop de Sant Cebrià de Rosselló.
Una tercera carretera és la D-40 (D-2, a Paçà - D-22, a Sant Cebrià de Rosselló), que entra en el terme d'Elna pel sud-oest, procedent d'Ortafà, i en surt pel nord, en direcció a la Torre d'Elna i Sant Cebrià de Rosselló. Aquesta carretera té una variant moderna, la D-40C (D-40, a Elna- Elna), que és l'antic traçat urbà de l'anterior.
Encara, es troba la carretera D-50 (D-914, a Cornellà del Bercol - D-40, a Elna); és una carretera curta que travessa el sector occidental del terme, a ponent de la ciutat. Passa a prop de la Maternitat d'Elna.
Finalment, la D-11 (Sureda - Salses), que surt pel nord del terme, en direcció a Alenyà.
Elna dista 15 quilòmetres de Perpinyà, 7,5 d'Ortafà, 3,5 de Montescot, 6,5 de Bages de Rosselló, 23 del Voló, 19 de Tuïr, 5 de Cornellà del Bercol, 6 d'Alenyà, 4,5 de Sant Cebrià de Rosselló, 4 de la Torre d'Elna i 9 d'Argelers de la Marenda.

### Ferrocarril
Elna té estació de ferrocarril, on enllacen les dues línies que solquen el terme comunal: la de passatgers de Cervera de la Marenda a Perpinyà i la de mercaderies de Ceret a Elna i, pel traçat de l'anterior, a Perpinyà. Aquesta segona línia fou, antigament, també de passatgers, però actualment només és d'ús per al transport de càrrega. L'estació es troba a l'extrem occidental de la població.

### Transport col·lectiu públic
Com que es tracta d'una petita capital comarcal, Elna està servida per diverses línies de transport, dins de la xarxa departamental anomenada Le bus à 1 €. Les línies 400, 404, 421, 430, 435 i 436 serveixen el transport col·lectiu de la ciutat d'Elna, a més de la 412 i la 413, que enllaça amb la 400 a Argelers.
La 400 fa el recorregut de Perpinyà a Cervera de la Marenda, passant per Elna, Argelers, Cotlliure, Portvendres, Banyuls de la Marenda i Cervera de la Marenda. Des d'Elna hi ha 20 minuts fins a Perpinyà, 10 fins a Argelers, quasi 20 fins a Argelers Platja (no tots els cotxes hi passen), 25 fins a Cotlliure, 35 a Portvendres, 40 a Banyuls i 1 hora i 20 minuts fins a Cervera. Hi ha fins a 12 serveis diaris, però ofereixen diferents variants d'itinerari: pas, o no, per Argelers Platja, final de trajecte a Portvendres, Banyuls o Cervera, etcètera. Circula de dilluns a dissabte, però el diumenge manté un servei fins a Banyuls de la Marenda, al matí a dos quarts de 9, i un de retorn cap a Perpinyà poc després de les 5 de la tarda. A Argelers enllaça amb la 412, que duu en 25 minuts, des d'Elna, a Palau del Vidre i en 35 a Sant Genís de Fontanes, i amb la 413, que mena a la major part dels pobles de les Alberes: Palau del Vidre, Argelers, Sant Andreu de Sureda, Sureda, la Roca d'Albera, Vilallonga dels Monts i Sant Genís de Fontanes.
La 404 (Perpinyà - Argelers Platja) duplica en part la 400. Circula de dilluns a dissabte, amb 4 serveis diaris de Perpinyà a Argelers, un a migdia i tres a la tarda, i dos d'Argelers a Perpinyà, un al matí i un altre a primera hora de la tarda.
La 421 (Millars - Sant Cebrià Platja) circula amb dos serveis diaris, un al matí i un altre el migdia cap a la platja i un al matí i l'altre a la tarda cap a l'interior del país. Per aquesta línia, Elna és a una mitja hora de Sant Cebrià Platja, a poc més d'un quart d'hora de Sant Cebrià, a 10 minuts d'Alenyà, a menys de 5 minuts de Montescot, a poc més de 10 de Bages, a uns 20 minuts de Trullars, a uns 25 de Llupià, a cosa de mitja hora de Tuïr i a quasi tres quarts d'hora de Millars.
La 430 (Perpinyà - la Torre d'Elna) té quatre serveis en les dues direccions de dilluns a dissabte, dos a la primera meitat del dia i dos a la segona. Elna és, per aquesta línia, entre un quart d'hora i 10 minuts minuts de la Torre d'Elna (depèn de la parada), a 10 minuts de Cornellà del Bercol, a quasi un quart d'hora de Tesà i a dos quarts i mig de Perpinyà.
La 435 (Elna - Tesà) uneix Elna i Tesà, però fent la volta per Montescot i Cornellà del Bercol. Té un sol servei setmanal, el divendres abans de migdia en direcció nord, i poc després de les 9 del matí quan torna a Elna, cap al sud. L'antiga ciutat episcopal és a uns 5 minuts de Montescot, a un quart d'hora de Cornellà del Bercol i a 20 minuts de Tesà.
La 460 (Elna - Bages de Rosselló) enllaça Elna amb Ortafà, Brullà i Bages amb un sol servei diari de dilluns a divendres. Circula cap al sud abans de les 9 del matí, i cap al nord poc abans de migdia. Elna és a 15 minuts d'Ortafà, a 20 de Brullà i a mitja hora de Bages. Coincideix en part amb la branca de la mateixa línia 460 que va de Perpinyà a Brullà per Pollestres i Ortafà, cosa que permet arribar fins a Perpinyà des d'Elna.

### Camins
Com els altres termes de la Plana del Rosselló, el d'Elna, força extens, és travessat per nombrosos camins, alguns convertits en modernes carreteres, d'altres encara dins de la categoria de camins rurals. Entre els esdevinguts carreteres, rutes, es troben la Ruta, o Nou Camí de la Mar, la Ruta d'Argelers, la Ruta de la Torre, abans Camí de la Torre, la Ruta del Litoral, la Ruta de Montescot, o Camí de Montescot, la Ruta de Perpinyà i la Ruta d'Ortafà, o Camí d'Ortafà.
Entre els camins, cal destacar en primer lloc el Camí de Carlemany, o Carrera de Carles, que ressegueix la Via Domitia romana. Entre els altres camins hi ha els que enllacen Elna amb els pobles veïns, com el Camí d'Alenyà, el de Cornellà a Sant Cebrià, el Camí de la Mar, el de la Torre al Tec, el de Llauró, el de Palau, el de Palol, o Camí Vell de la Torre, el de Santa Eugènia, el de Sant Cebrià, el de Sant Martí, abans Camí d'Ortafà, el de Sant Martí de Montescot, el de Vilanova, o del Mas de Lazerme (antigament, Carrera de Vilanova), el d'Ortafà a Montescot, el d'Ortafà a Perpinyà (els dos darrers, noms antics ara en desús), el Camí Vell d'Alenyà i el Camí Vell de Sant Cebrià. D'altres són camins interns del terme, que porten a indrets determinats: Camí del Gorg d'en Fricles, o Antic Camí de la Mar, o Camí del Mas Calmetes, el Camí de la Polleda, abans Camí de Palau, el Camí del Pas de la Negada, o Camí de la Torre al Mar, el Camí de les Arrencades, el Camí de les Closes, abans de les Closes de Capó, el Camí de les Trilles, sovint denominat senzillament el Camí, el Camí del Gorg de la Françoise. el Camí del Mas Delaris (nom ja en desús), el Camí del Mas Mallol, el Camí del Mas Porcet, el Camí del Pla, o del Mas d'en Baldó, el Camí del Pont de Fusta, el Camí del Salitar (n'hi ha dos, el segon també conegut com a Camí del Pla de la Barca i el Camí de Mossellons).

## Història
Elna ha estat profusament excavada al llarg dels anys, cosa que ha permès trobar força vestigis dels poblaments preromans de la ciutat, tant a la Vila Alta com a la Vila Baixa i en els entorns, principalment a l'oest i al nord-est. Des de l'any 1949 fins a l'actualitat, s'hi han fet un centenar llarg d'intervencions, que han permès establir aquest apartat de la història amb força detalls.

### Prehistòria
Les troballes més antigues fetes en el nucli de la ciutat d'Elna remeten al Bronze final. Es tracta de restes de ceràmiques modelades decorades amb doble traç, descobertes en una fossa al Puig de les Forques, en una sitja localitzada dins del nucli urbà, a la plaça del Coronel Roger, i a l'hort d'en Rovira. Les restes trobades, com quasi totes les altres localitzades en el terme d'Elna són al Museu del Claustre de la catedral.
És a la darreria de la prehistòria, a l'etapa que hom anomena protohistòria que es localitzen els primers vestigis de poblament urbà, al voltant del 525 abans de JC. No s'ha trobat cap estructura arqueològica, però sí nombrosos vestigis ceràmics, tant a la Vila Alta, als entorns de la catedral i del Palau Episcopal, com a la Vila Baixa i a l'hort d'en Rovira. És un conjunt de troballes que es poden datar en el darrer quart del segle vi abans de la nostra era, dessota del qual hi ha d'altres vestigis de la primera Edat del Ferro. Restes de parets i diverses sitges van ser trobades en el punt més alt de la Vila Vella i al llarg i ample de les 5 ha que ocupa. Tota mena de ceràmica, de diverses èpoques, constitueix el llegat trobat; una part de la ceràmica és àtica, amb presència de caràcters grecs. Formen part d'aquest conjunt algunes copes-skyphoi i alguns skyphoi (copes gregues) decorats amb dibuixos fets amb pintura vermella, crateres, làmpedes, càntirs, etc. El completen algunes mostres de ceràmica ibèrica (gerres i urnes). Els elements més excepcionals trobats en aquest lloc són un braçalet de ferro trobat a l'hort d'en Rovira, i un cap d'estatueta que representa una dona jove molt elegant. Cal destacar que bastants dels vestigis trobats mostren una activitat metal·lúrgica important de l'Edat del Ferro.

### Edat antiga
El seu origen remunta a la vila ibera anomenada Illiberis, Iliberis (o altres formes similars) al país dels sordons o sardons a la vora del riu del mateix nom (avui el Tec), al sud del riu Ruscino que tenia al costat una ciutat dita Ruscino. Fou la primera ciutat que va caure en mans d'Hanníbal després de travessar els Pirineus. Al segle iv va rebre el nom de Castrum Helenae en honor de la mare de l'emperador Constantí I el Gran, l'emperadriu Helena. D'Helena va passar a Helna i Elna. L'emperador romà Constanç hi va ser assassinat per Magnenci a prop de la vila.
Hi ha vestigis d'habitació que remunten a la fi de l'edat del bronze. Els antics hàbitats han estat identificats pels arqueòlegs. El 218 aJC passà per la Plana del Rosselló l'exèrcit d'Hanníbal; es desconeix si el lloc on és ara Elna estava poblat pels íbers o per descendents dels sordons o sardons, un dels pobles cèltics, citats per Avienus. Només se sap que Hanníbal va haver d'anar a Ruscino per tal de negociar amb els caps gals el seu pas cap al nord, per tal d'arribar al Roine. Això no comporta cap mena de jerarquia entre ciutats, ja que era habitual de negociar pas a pas, des dels límits dels territoris on estava entrant amb un exèrcit de 80 000 homes, 20 000 cavalls i 37 elefants qui travessava sense combatre. Havia instal·lat el campament de l'exèrcit al costat d'Illiberis, cosa que fa suposar que probablement havia negociat abans aquest campament amb una autoritat d'Illiberis abans de baixar dels Pirineus.
Un exèrcit d'aquest volum degué acampar al llarg del Tec i de la Maçana. Una part dels termes actuals de Brullà, Ortafà, Sant Andreu de Sureda, Palau del Vidre i Argelers, en els llocs que no eren maresmes, devien acollir l'exèrcit d'Hanníbal. Era un lloc ideal per l'aigua del Tec, la proximitat de població que podia proporcionar productes agrícoles a l'exèrcit, i la immediatesa dels boscos on es podia caçar.
Vers el segle iii aCés probable que Elna patís un cert declivi; hi ha molt poques mostres d'aquesta època: algunes vores d'àmfores i alguns fons de vasos, i poca cosa més. Cal tenir en compte que els exèrcits d'Aníbal Barca passaren per aquest lloc l'any -218. Després sembla produir-se una recuperació de la ciutat. Nombrosos vestigis del segle ii aC van aparèixer en diversos llocs de la vila, especialment al Convent, a l'Hospici (a la capella de sant Jordi), al Pla de les Garrafes (l'espai on es troben la catedral i el claustre), al Puig de les Forques (a l'espai ara ocupat per una gran escola), a prop i a llevant de la catedral, fora del recinte murat de la ciutat. En aquests llocs es van trobar nombrosos fonaments de cases, entre les quals en destaca una de fins a cinc cambres. Hi destaquen també les nombroses sitges trobades, sobretot a la Plaça del Canigó, en els entorns de la catedral, al Puig de les Forques i prop de la Porta Balaguer. També hi van aparèixer alguns dolia, molt més difícils de trobar arreu. Un gran dipòsit aparegué en el subsòl del carrer de Jean-Jacques Rousseau, a prop de la catedral.
La Vila Baixa també va mostrar restes de cases, sobretot a l'entorn de l'actual Casa del Comú, tot i que no se n'ha fet cap estudi sistemàtic. La majoria són romanes, però d'èpoques més avançades, entre el segle i aC i l'i de la nostra era. Cal destacar que en quasi totes les obres públiques fetes en aquest entorn (canalitzacions, clavegueres, etc) han aparegut restes d'hàbitats, la majoria d'època romana, però també alguns d'anteriors.
Les monedes antigues trobades a Elna no han estat encara objecte d'un estudi global comparatiu, atès que la major part es troben en col·leccions particulars. Tanmateix, es coneix l'existència d'una de bronze dels longostalets, preromana, diverses de gregues i de púniques i d'altres de romanes. També cal esmentar l'existència d'una trentena de grafits, la majoria damunt de recipients de ceràmica. Entre aquests grafits en destaca un fet damunt d'una peça de plom, fet en una llengua local, possiblement de la família de l'íber.
Després de la conquesta romana, Illiberris o Illiberis va esdevenir un important centre romà de la Narbonesa, on s'han pogut trobar nombrosos vestigis a les excavacions arqueològiques. La prosperitat de la ciutat va durar fins al segle iv, sota Constantí I; se sap que la família de l'emperador hi posseïa probablement una propietat.
Al segle ii de la nostra era, Elna experimentà una nova creixença, que conformà un nou barri en l'espai conegut com el Convent, al nord-oest de la Vila Alta. Una gran domus hi va aparèixer, amb la façana oest a tocar de la muralla medieval. També és aquest el lloc on hipotèticament se situarien les termes romanes, segons els vestigis, principalment de cisternes que s'hi han trobat.
És a Castrum Helenae on anà a refugiar-se, en primer lloc, i que hi fou mort, el 350, un fill de Constantí el Gran, l'emperador romà Flavi Juli Constant, atrapat en la seva fugida pels assassins enviats per l'usurpador Magenci. La notícia ens ha arribat perquè qui la comunicà es va refugiar en un temple cristià, d'on va ser tret a la força. Aquest temple, i el canvi de nom de la ciutat, dedicant-la a una santa de l'antiguitat, ens parlen de l'antigor de la propagació del cristianisme en aquesta zona. Podria haver-hi un lligam entre l'advocació de la catedral d'Elna, a Santa Eulàlia, amb el martiri a Barcelona d'una santa d'aquest nom el 304.
En el terme d'Elna són diversos els indrets on s'han trobat vestigis de poblament romà, com a les Trilles, a ponent de la ciutat d'Elna, on sota un sòl sorrenc amb vestigis de la Baixa Edat Mitjana s'amagava un nivell d'època romana. A llevant hi ha els llocs de la Mort dels Ases, amb un hàbitat romà de l'Alt Imperi, amb molta ceràmica sigil·lata a l'entorn, del Camí de Sant Cebrià, amb restes d'una teuleria, un hàbitat en el cim d'un turonet i d'altres en l'entorn, diverses cisternes, un talús des d'on es domina la ciutat d'Elna, un forn i tombes, a més de les habituals restes de ceràmica de diverses menes; la Via Domícia hi passava prou a prop. Encara, a Palol d'Avall, en el camí de la Torre d'Elna, hi ha les restes d'un hàbitat romà que va donar lloc al naixement del lloc rural de Palou (Palatiolum). Citat el 915, posseïa una església dedicada a sant Martí, i fou abandonat a la Baixa Edat Mitjana. En subsisteixen les restes als peus de la carretera, que ressegueix, possiblement, l'antiga Carrera de Carles, o Camí de Carlemany.

### Edat mitjana
Té el títol de ciutat des de l'edat mitjana, perquè és seu episcopal, encara que amb el pas del temps la seva evolució urbanística i demogràfica no ha seguit les de les ciutats contemporànies, i Elna ha romàs bastant reduïda, tant en extensió com en població.
Va ser seu del Bisbat d'Elna entre el segle vi (vers el 572) i el 1602, quan el bisbe va traslladar definitivament la seva residència a Perpinyà. Tot i això, el bisbat encara és anomenat oficialment bisbat d'Elna i Perpinyà.
A la caiguda de l'Imperi romà el 476, els visigots, amos de la regió des dels entorns del 414, van erigir la vila en seu episcopal, documentada, però, el 571, no abans. Elna va esdevenir així ciutat, terme que no s'aplicava en les primitives divisions administratives romanes, mentre que Perpinyà, la rival amb més sort, ne fou mai res més que una vila. S'anomenava en aquell moment Helenae. El senyor de la vila era el bisbe. Al segle xvi, es va edificar la catedral de Santa Eulàlia i Santa Júlia (les santes patrones de la vila) en lloc d'una església més antiga. Entre els segles xii i xiii, els canonges van fer construir el claustre, mentre que la ciutat reforçava les muralles el 1150, de manera que va esdevenir d'aquesta manera una important plaça forta. Nombrosos vestigis de muralles subsisteixen encara actualment.
Procedents de les diferents necròpolis existents a Elna, s'han conservat nombroses restes altmedievals. Hi destaquen tres sarcòfags merovingis de l'Escola d'Aquitània, molt bellament decorats. Es conserven a la galeria est del claustre de la catedral, tot i que llur procedència és diversa: dos en indrets de la vila vella i l'altre al Mas de Lazerme. Tanmateix, en un manuscrit de Charles de Lazerme del segle xix es diu que els tres sarcòfags procedien de terres de propietat d'aquell mas (un d'ells, al Mas d'Avall). A Palol d'Avall fou trobat també un petit capitell visigòtic de marbre blanc amb decoració vegetal.
El bisbat d'Elna va ser la seu d'una sèrie de concilis, reunits a la plana de Toluges, anomenats concilis de pau, ja que tenien lloc dins del moviment de la Pau de Déu. Aquests concilis són igualment anomenats Concilis d'Elna / Toluges o, simplement, concilis de Toluges. El primer d'aquests concilis va ser congregat pel bisbe de Narbona Guifré de Cerdanya el 1027 i fou el primer a evocar el concepte de Treva de Déu, que completa el de Pau de Déu. Diversos concilis es va celebrar a la plana de Toluges el desembre del 1041 i el 1065.

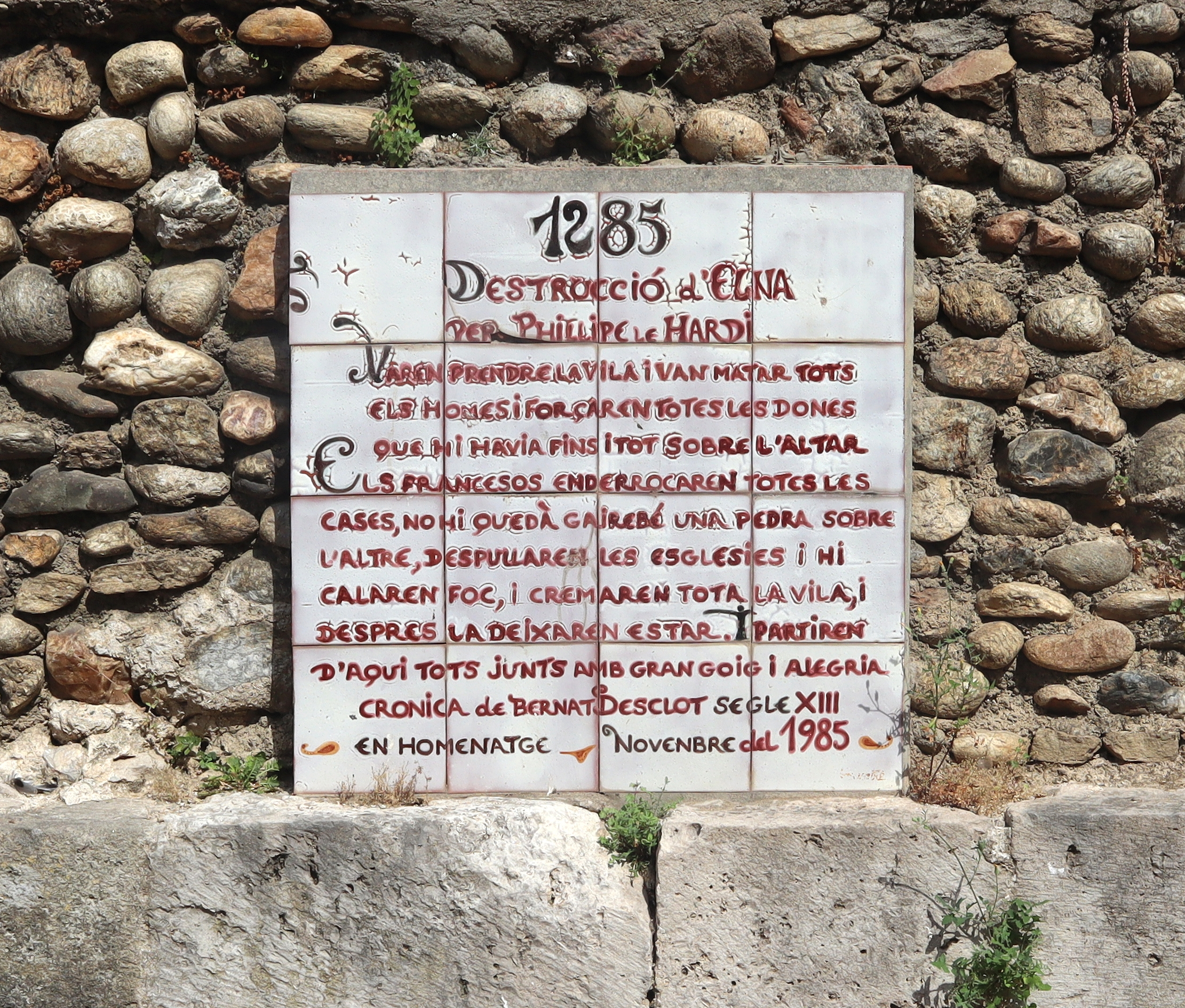
Placa commemorativa de la matança de 1285

Ciutat du Catalunya, Elna va patir al llarg de la seva història nombrosos assalts. El 25 de maig del 1285, a la croada d'Aragó, la ciutat caigué, després d'un setge comanat per Felip l'Ardit, rei de França, qui forçà les portes de la catedral i massacrà els habitants. Tornà a ser assetjada el segle xiv per Pere III d'Aragó.
A ran de l'annexió del Rosselló per Lluís XI, Elna es va alçar contra els francesos i fou de nou assetjada i presa el desembre del 1474 i el seu defensor, Bernat d'Oms decapitat. Poc després, com la resta del Rosselló, la ciutat fou restituïda a Catalunya i Aragó el 1493.
La creixent importància de la vila veïna de Perpinyà, a partir del segle xiii, començà a fer ombra a Elna. Els bisbes passaren a residir més sovint a Perpinyà que a Elna, i el 1602 el trasllat de residència s'oficialitzà pel papa Climent VIII; ara bé, encara actualment el bisbe resident a Perpinyà s'anomena bisbe d'Elna i de Perpinyà.

### Edat moderna

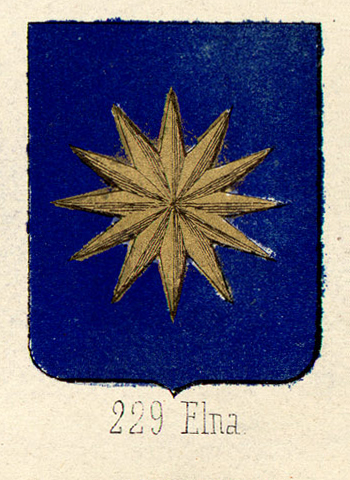
Altre escut d'Elna, 1860.

Després del Tractat dels Pirineus del 1659, que va fixar la frontera als Pirineus, les muralles de la ciutat van ser destruïdes, cosa que va accentuar el declivi d'Elna. Actualment romanen dempeus alguns panys de muralla medieval, així com tres portes d'entrada a la ciutat. Elna va esdevenir una població modesta de predomini agrícola (vinya, fruits i llegums). Serva, però, vestigis de la seva glòria passada a través de restes tant romanes com medievals.
A la Biblioteca Nacional de França es conserva un dibuix de darreries de l'edat moderna, que es pot veure a l'enllaç següent: http://gallica.bnf.fr/ark:/12148/btv1b77420328/f1.highres.

### Edat contemporània
Al segle xx, com moltes poblacions de la regió (sobretot Ceret i Cotlliure), Elna ha esdevingut un centre artístic important. Arístides Maillol hi va fer estades: el seu Pomone serveix de memorial de la Segona Guerra Mundial. Étienne Terrus hi tenia un taller des d'on, amb Henri Matisse i André Derain, llançà el moviment del fauvisme.
El 1939, a causa de la Guerra Civil espanyola, va ser fundada la Maternitat suïssa d'Elna en el castell d'en Bardou, inicialment per tal d'acollir joves mares catalanes i espanyoles que fugien del franquisme. Creada per la infermera de la Creu Roja suïssa Elisabeth Eidenbenz, romangué en activitat durant la Segona Guerra Mundial; acollia igualment mares jueves i gitanes. Més de 600 infants hi van néixer abans de ser amagats, fins al tancament del lloc per la Gestapo el 1944. La maternitat és ara un museu i diversos llibres (Les Enfants d'Elisabeth de Hélène Legrais, i en català La maternitat d'Elna d'Assumpta Montellà), i aviat un film (Las Madres de Elna de Manuel Huerga) relaten aquests fets.
A prop de Perpinyà i de les platges de la Costa Vermella, Elna és avui dia un centre turístic relativament important: cada any, més de 70.000 visitants venen a descobrir la vella ciutat (catedral, claustre, museu Terrus) i la maternitat suïssa. Encara que l'activitat agrícola és menys present a Elna, disposa d'una zona d'activitats, d'un mercat animat i de serveis públics de base (tresoreria, estació SNCF, instituts, gendarmeria...). Els anys darrers, després de l'arranjament d'un entorn més enllà de la carretera nacional que travessa la població, la ciutat ha començat a estendre's de forma notable vers el nord, a partir d'un pla d'urbanització que comprèn urbanitzacions résidencials i petits conjunts d'habitatges.

## Demografia

### Demografia antiga
La població està expressada en nombre de focs (f) o d'habitants (h)
| Evolució demogràfica d'Elna entre 1358 i 1790 | Evolució demogràfica d'Elna entre 1358 i 1790 | Evolució demogràfica d'Elna entre 1358 i 1790 | Evolució demogràfica d'Elna entre 1358 i 1790 | Evolució demogràfica d'Elna entre 1358 i 1790 | Evolució demogràfica d'Elna entre 1358 i 1790 | Evolució demogràfica d'Elna entre 1358 i 1790 | Evolució demogràfica d'Elna entre 1358 i 1790 | Evolució demogràfica d'Elna entre 1358 i 1790 | Evolució demogràfica d'Elna entre 1358 i 1790 | Evolució demogràfica d'Elna entre 1358 i 1790 | Evolució demogràfica d'Elna entre 1358 i 1790 | Evolució demogràfica d'Elna entre 1358 i 1790 | Evolució demogràfica d'Elna entre 1358 i 1790 | Evolució demogràfica d'Elna entre 1358 i 1790 |
| 1358                                          | 1365                                          | 1378                                          | 1424                                          | 1470                                          | 1515                                          | 1553                                          | 1643                                          | 1709                                          | 1720                                          | 1730                                          | 1767                                          | 1774                                          | 1789                                          | 1790                                          |
| --------------------------------------------- | --------------------------------------------- | --------------------------------------------- | --------------------------------------------- | --------------------------------------------- | --------------------------------------------- | --------------------------------------------- | --------------------------------------------- | --------------------------------------------- | --------------------------------------------- | --------------------------------------------- | --------------------------------------------- | --------------------------------------------- | --------------------------------------------- | --------------------------------------------- |
| 430 f                                         | 430 f                                         | 397 f                                         | 162 f                                         | 254 f                                         | 282 f                                         | 173 f                                         | 31 f                                          | 214 f                                         | 250 f                                         | 227 f                                         | 1.290 h                                       | 1.403 h                                       | 350 f                                         | 1.536 h                                       |

Font: Pélissier 1986
Notes :
- 1553: per a la ciutat, només
- 1774: per a Elne i Sant Martí de Mossila.

### Demografia contemporània
| Evolució de la població |       |       |       |       |       |       |       |       |
| 1793                    | 1800  | 1806  | 1821  | 1831  | 1836  | 1841  | 1846  | 1851  |
| 1.196                   | 1.309 | 1.804 | 1.961 | 2.093 | 2.229 | 2.260 | 2.538 | 2.524 |

| 1856  | 1861  | 1866  | 1872  | 1876  | 1881  | 1886  | 1891  | 1896  |
| ----- | ----- | ----- | ----- | ----- | ----- | ----- | ----- | ----- |
| 2.462 | 2.486 | 2.800 | 2.698 | 2.764 | 3.103 | 3.237 | 3.233 | 3.303 |

| 1901  | 1906  | 1911  | 1921  | 1926  | 1931  | 1936  | 1946  | 1954  |
| ----- | ----- | ----- | ----- | ----- | ----- | ----- | ----- | ----- |
| 3.551 | 3.500 | 3.527 | 3.374 | 3.661 | 4.046 | 4.097 | 4.347 | 5.091 |

| 1962  | 1968  | 1975  | 1982  | 1990  | 1999  | 2006  | 2008  | 2012  |
| ----- | ----- | ----- | ----- | ----- | ----- | ----- | ----- | ----- |
| 5.744 | 5.892 | 6.017 | 6.177 | 6.262 | 6.410 | 7.325 | 7.579 | 8.275 |

| 2013  | 2018  | 2019  | - | - | - | - | - | - |
| ----- | ----- | ----- | - | - | - | - | - | - |
| 8.450 | 9.103 | 9.248 | - | - | - | - | - | - |

Fonts: Ldh/EHESS/Cassini fins al 1999, després INSEE a partir deL 2004

### Evolució de la població

Evolució de la població

## Administració i política

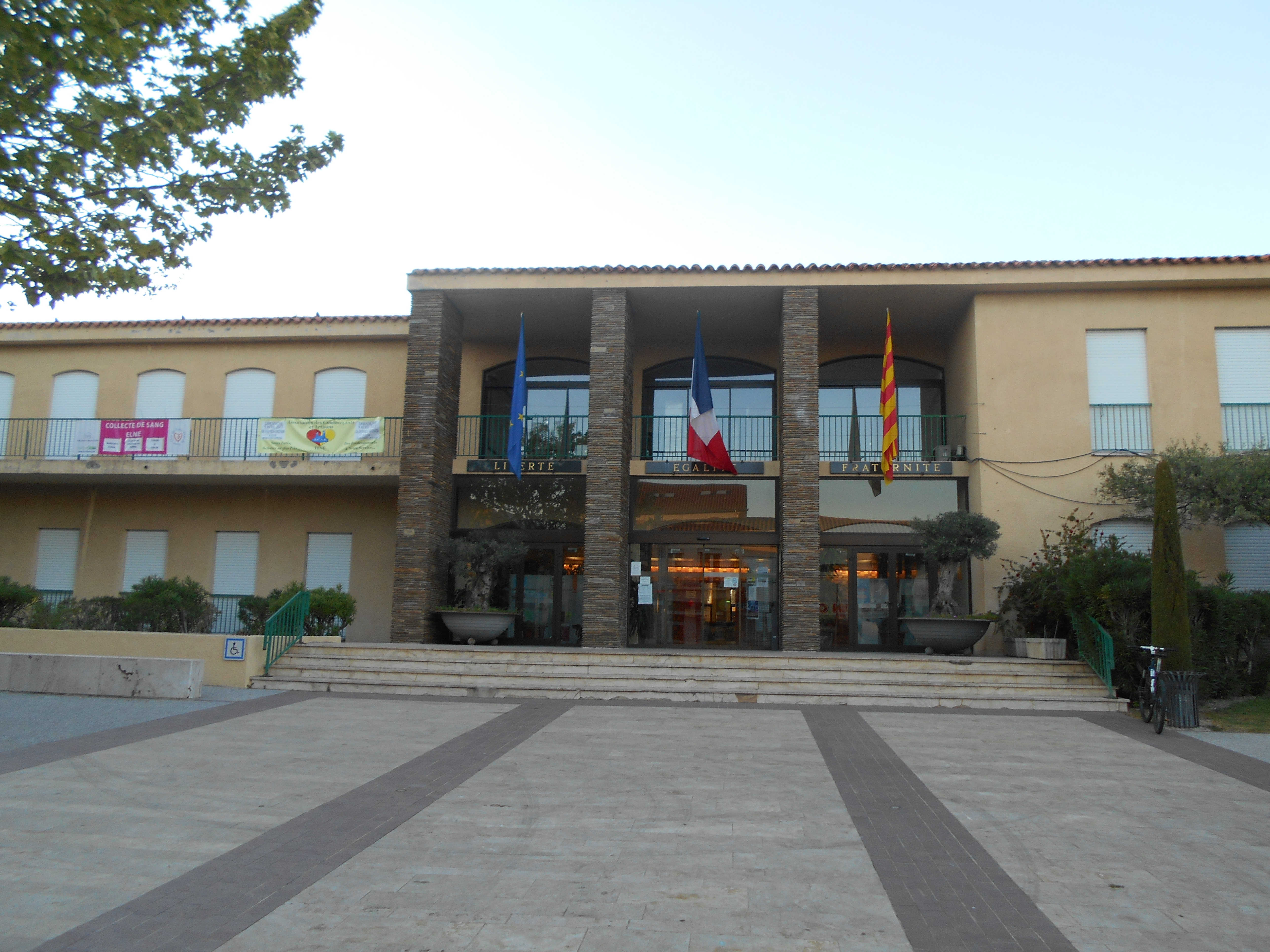
La Casa del Comú

### Batlles[21]
| Període                          | Nom             | Opció política                                              | Comentaris                                          |
| -------------------------------- | --------------- | ----------------------------------------------------------- | --------------------------------------------------- |
| Març del 1965 – Juny del 1995    | Narcisse Planas | Partit Comunista Francès (PCF), després Divers gauche (DVG) | Conseller general del cantó d'Elna del 1982 al 2001 |
| Juny del 1995 – Març del 2001    | Joseph Bringé   | Reagrupament per la República (RPR)                         |                                                     |
| Març del 2001 – Abril del 2014   | Nicolas Garcia  | Partit Comunista Francès (PCF)                              |                                                     |
| Abril del 2014 – Juliol del 2020 | Yves Barniol    | Independent                                                 |                                                     |
| Juliol del 2020 – Moment actual  | Nicolas Garcia  | Divers gauche (DVG)                                         |                                                     |

Nicolas Garcia va apadrinar la candidatura de Marie-George Buffet a l'elecció presidencial de la República Francesa del 2007. El 2022, l'ajuntament Elna es va convertir en el primer consistori de la Catalunya Nord que va reconèixer oficialment el dret de debatre en català als plens malgrat l'oposició de dretes. Tot va començar quan el regidor Pere Manzanares va fer una intervenció en català que va traduir seguidament al francès.

### Legislatura 2014 - 2020

#### Batlle
- Yves Barniol.

#### Adjunts al batlle[25]
- 1r: Monique Garrigue-Auzeil. Delegada municipal de Cultura, Patrimoni, Protocol i Relacions amb les Associacions relacionades amb la Cultura i el Patrimoni
- 2n: Isabelle Rossi-Lebrouz. Delegat municipal de Turisme, Comerç, Artesanat
- 3r: Marguerite Lopez-Giral. Delegada municipal d'Escoles
- 4t: Angèle Fournier. Agricultura, Catalanitat i Relacions amb les Associacions que no tenen lligam amb la Cultura, el Patrimoni, l'esport o les Animacions festives
- 5è: Marie Mitgere. Acció i Animació Socials
- 6è: Jean-Michel Ferrer. Desenvolupament durable, pressupost, Personal
- 7è: Jean-Claude Juanola. Seguretat, Circulació, Netedat
- 8è: Patrick Fouquet. Treballs.

#### Consellers municipals
- Nadine Julian. Consellera delegada de Comunicació, Festes i Relacions amb les Associacions lligades amb l'animació i el lleure
- Marc Gaillard. Conseller delegat d'Esports i Relacions amb les associacions esportives
- Thierry Penarenda. Conseller d'esports
- Bruno Sague. Conseller d'Urbanisme
- Fanny Balaguer-Antagnac. Consellera de Desenvolupament durable
- Rafael Jimenez. Conseller de Treball i Associacions
- Roselyne Joue-Bertrand. Consellera d'Escoles i Comunicació
- Régis Cachier
- Lydia Sanchez. Consellera d'Obres
- Xavier Perucho. Conseller d'Urbanisme
- Letitia Armengau. Consellera de Comerç i Agricultura
- Michel Guisset. Conseller de Seguretat i Circulació
- Nathalie Rodrigues. Consellera d'Ecoles i Esports
- Nicolas Garcia. Conseller a l'oposició
- Brigitte Batlle. Consellera a l'oposició
- Roland Castanier. Conseller a l'oposició
- Jacques Fajula. Conseller a l'oposició
- Annie Pezin. Consellera a l'oposició
- Mathieu Stuber. Conseller a l'oposició.

### Adscripció cantonal
El 1790 la comuna d'Elna fou inclosa en el cantó del qual era capital i duia el seu nom, dins del districte de Perpinyà. El 1801 fou relligada al cantó de Perpinyà-Est, i després integrada en el nou cantó de Perpinyà-III, el 1973. En fou desglossada el 1982 per tal de formar part del recreat Cantó d'Elna.
A les eleccions cantonals del 2015 Elna ha estat inclosa en el cantó número 12, denominat La Plana d'Illiberis, amb capitalitat a la ciutat d'Elna i amb els pobles d'Alenyà, Bages, Cornellà del Bercol, Montescot, Ortafà, Tesà, la Torre d'Elna i Vilanova de Raó. Hi han estat escollits com a consellers departamentals Marie-Pierre Sadourny, del Partit Socialista, consellera municipal a l'oposició a Sant Cebrià, i Nicolas Garcia, del Partit Comunista Francès - Front d'esquerres, conseller municipal a l'oposició a Elna.

### Serveis comunals mancomunats
Elna forma part de la Comunitat de comunes de les Alberes, Costa Vermella i d'Illiberis, amb capitalitat a Argelers, juntament amb Argelers, Bages de Rosselló, Banyuls de la Marenda, Cervera de la Marenda, Cotlliure, Elna, Montesquiu d'Albera, Ortafà, Palau del Vidre, Portvendres, la Roca d'Albera, Sant Andreu de Sureda, Sant Genís de Fontanes, Sureda i Vilallonga dels Monts.

### Agermanaments
Elna està agermanada amb la vila empordanesa de Castelló d'Empúries.

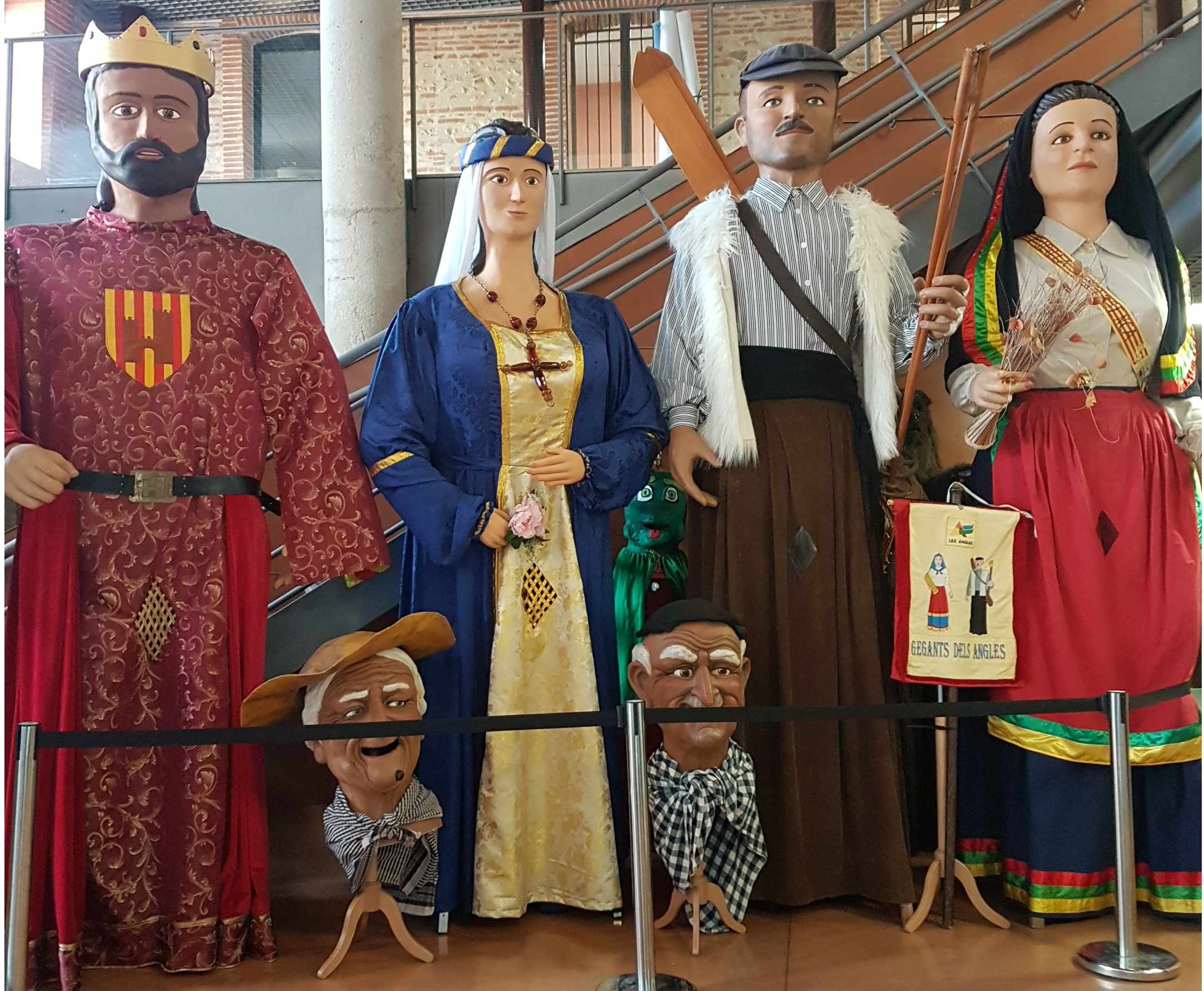
Els gegants d'Elna: Quíxol i Miró. I els gegants dels Angles: Auda i Llaret

## Ensenyament i Cultura

### Ensenyament
Elna disposa d'una llar d'infants de múltiple acollida denominada El ratolí. A part, té dues escoles maternals, Françoise Dolto, Louise Michel i Paul Reig, les escoles primàries Joseph Néo i Françoise Dolto (grup escolar amb maternal i primària) i el collège (cicle inicial de secundària) Paul Langevin. que acull estudiants de tots els pobles de l'entorn d'Elna: Bages de Rosselló, Banyuls dels Aspres, Brullà, Cornellà del Bercol, Ortafà, Montescot i Sant Joan la Cella. En canvi, no hi ha lycée (cicle avançat de secundària i batxillerat), i els alumnes d'aquesta zona de la Plana del Rosselló han d'assistir a classe a Perpinyà.
Com molts pobles rossellonesos, Elna disposa d'un centre des loisirs.

### Serveis educatius i d'esbarjo
A la ciutat hi ha una mediateca amb més de 30.000 documents (llibres, CD, DVD, etc.), oberta els dues feines de 9 a 12 i de 2 a 7. Hi ha també un cinema de 150 places, piscina municipal i cinc sales també comunals: l'antiga capella de Sant Jordi, la Sala de festes, la Sala del Càmping El Molí, la Salle Bolte i les sales de reunions que s'ofereixen a la Casa de la Vila.

## Llocs d'interès
- Vila Amunt: muralles i portals de la vila closa
- El claustre i la catedral d'Elna
- Museu d'Història
- Museu d'Arqueologia
- La Maternitat d'Elna

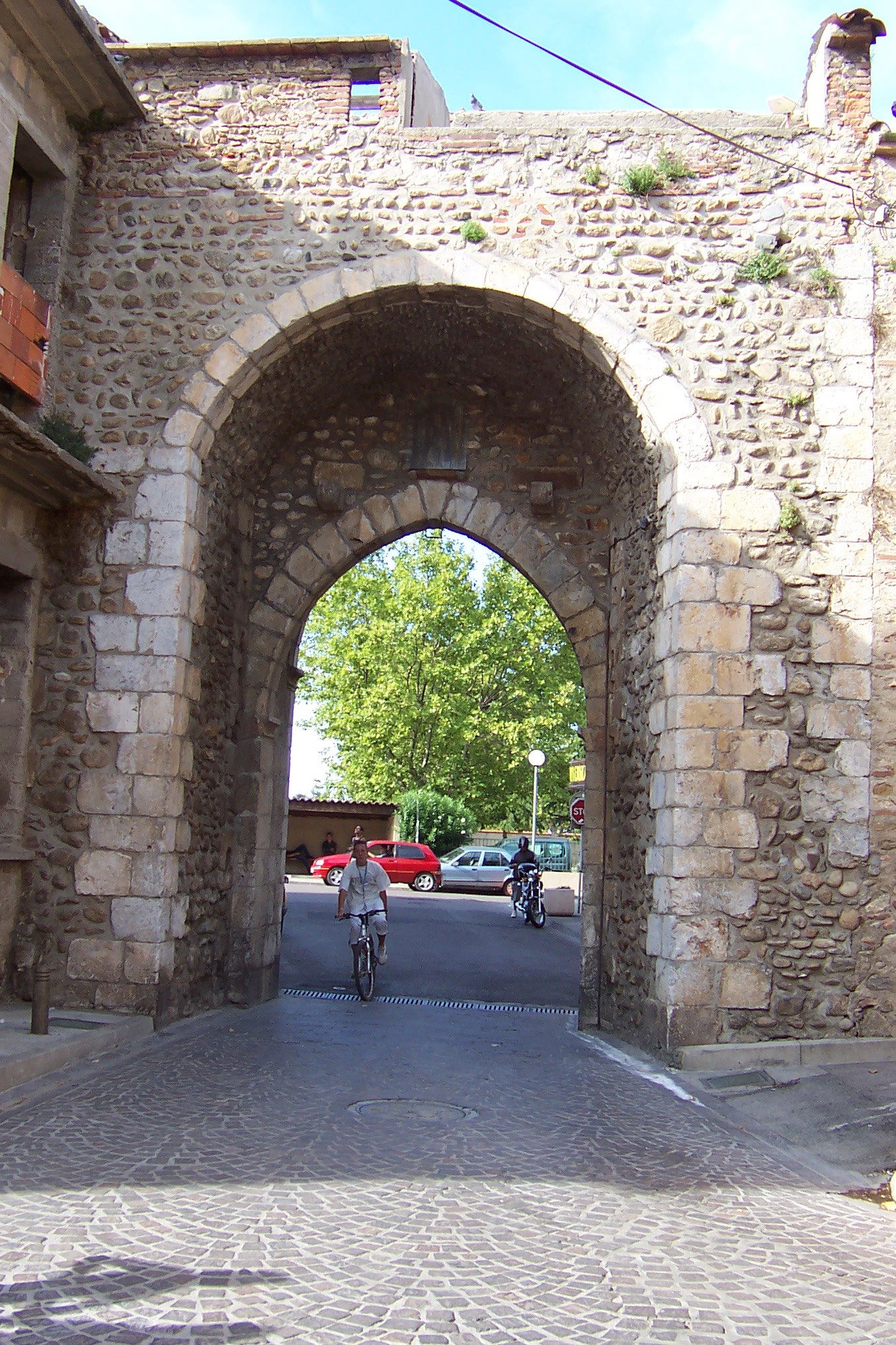
Porta de Perpinyà (interior)
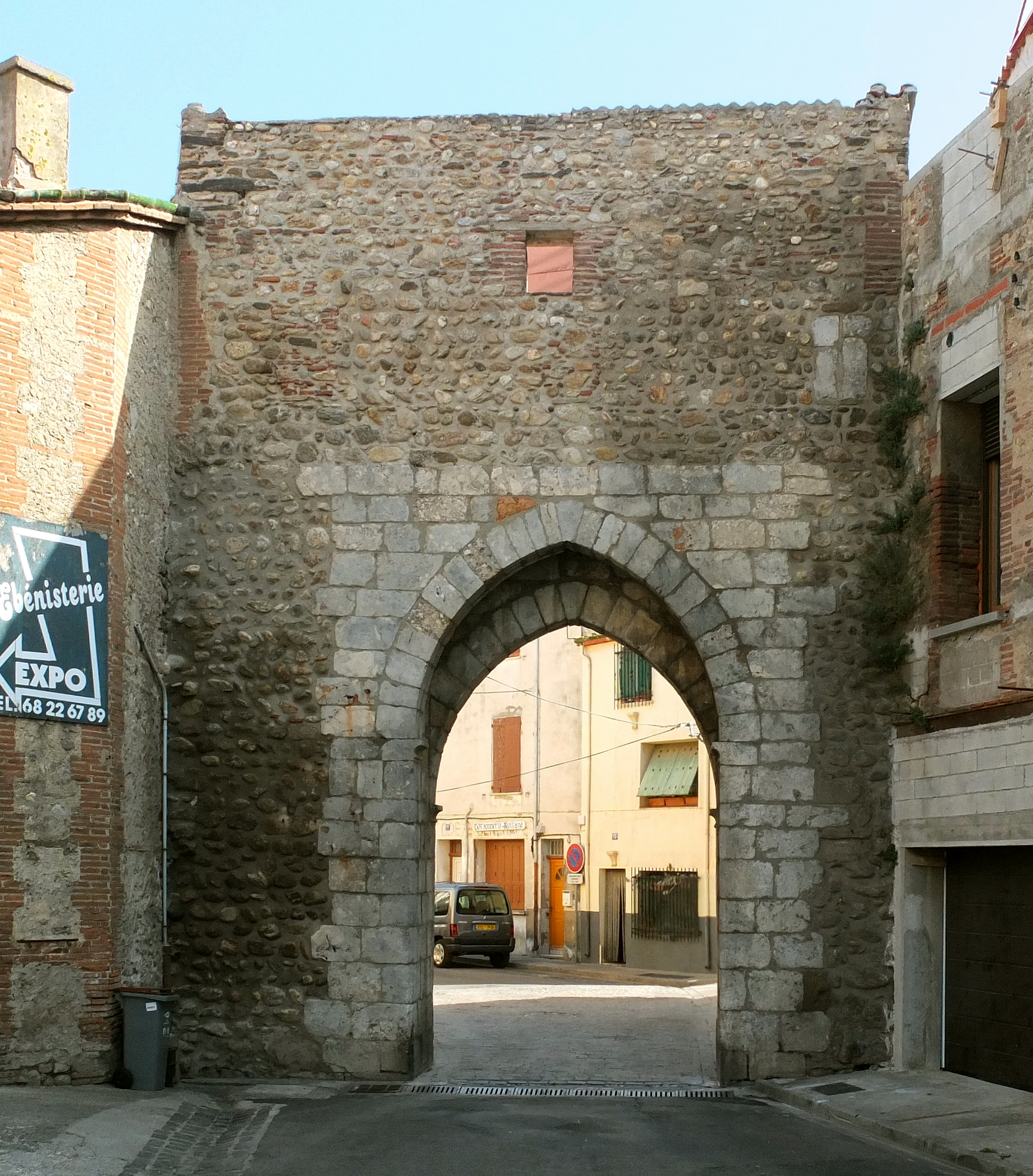
Porta de Perpinyà (exterior)
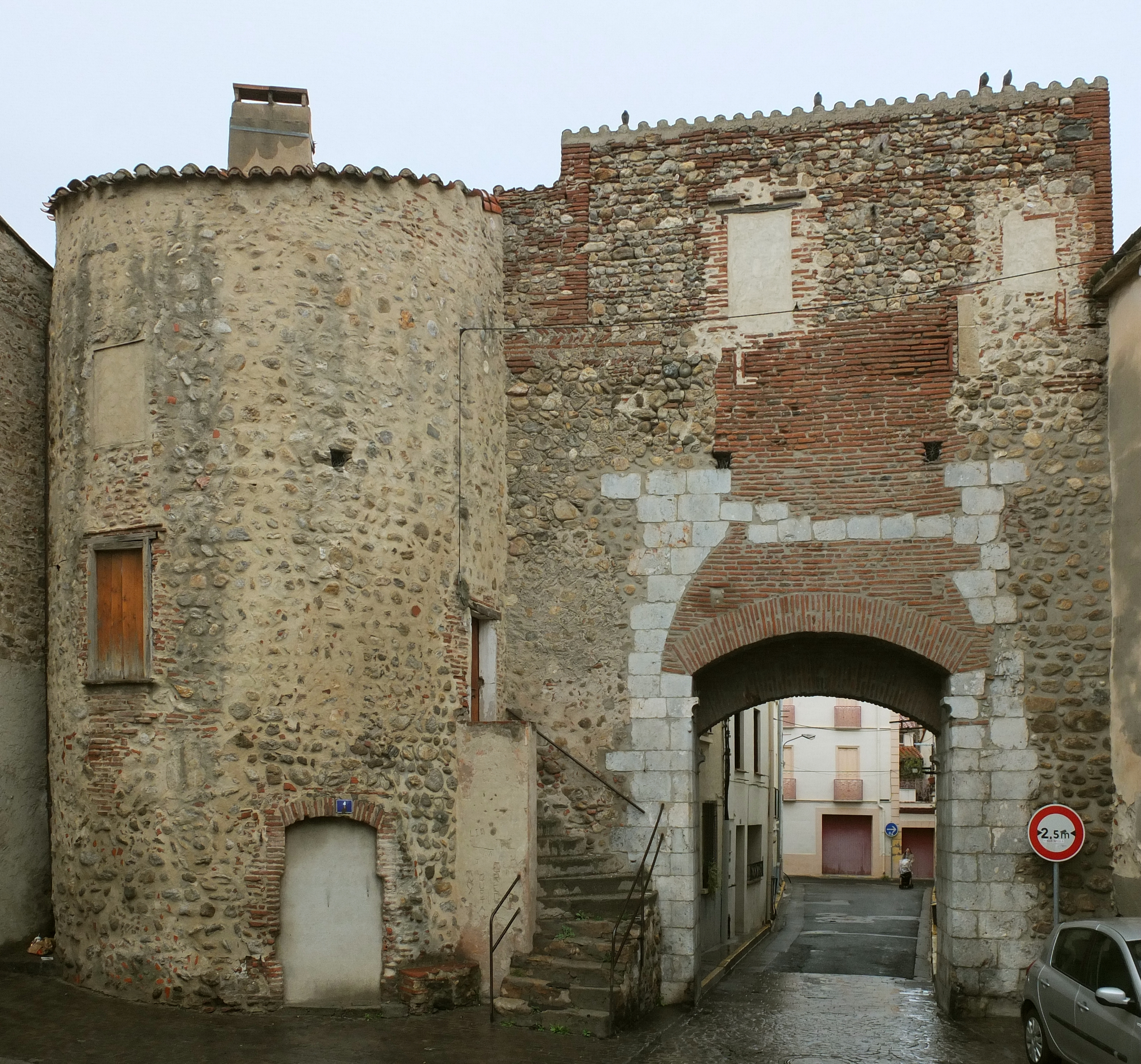
Porta de Cotlliure
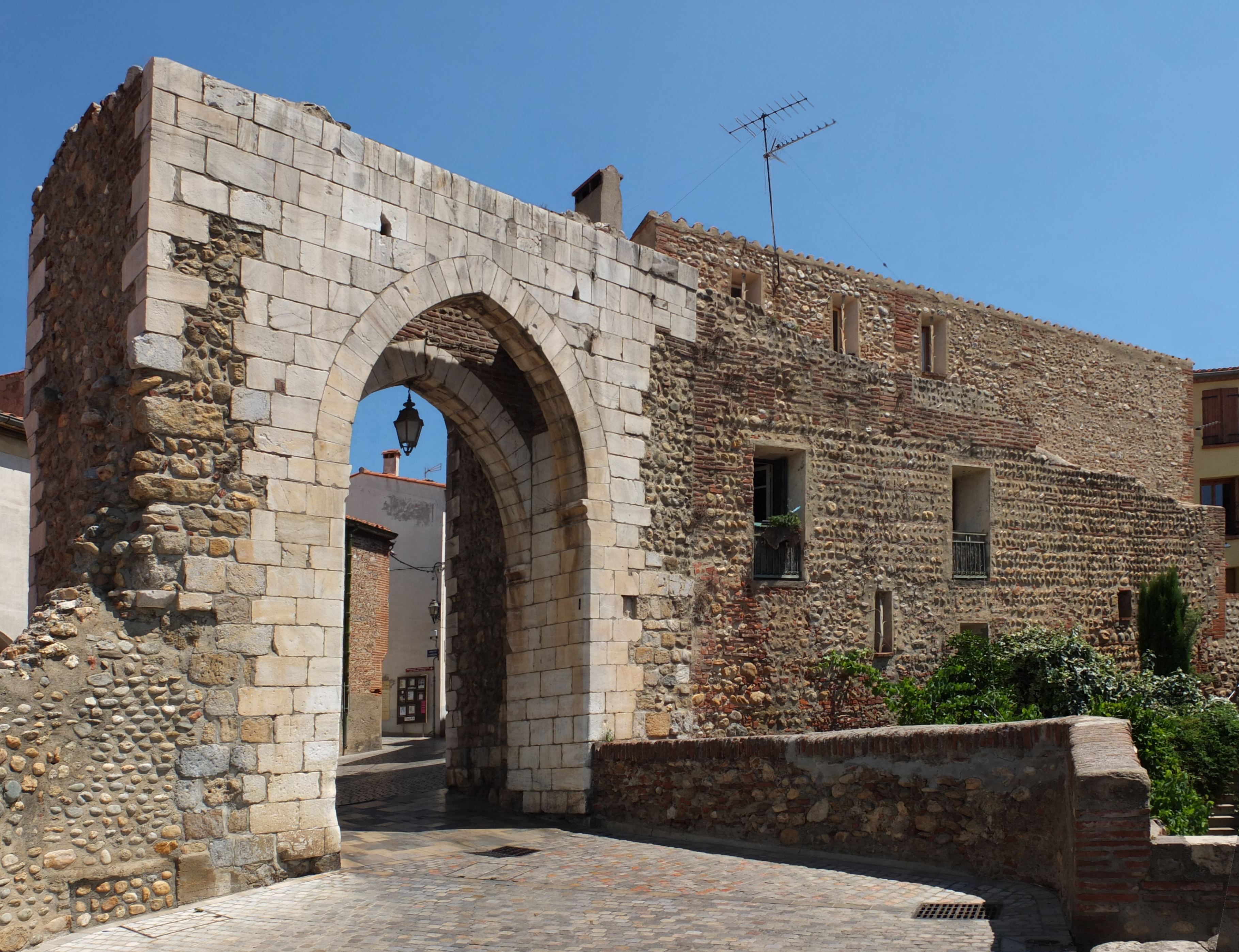
Porta Balaguer
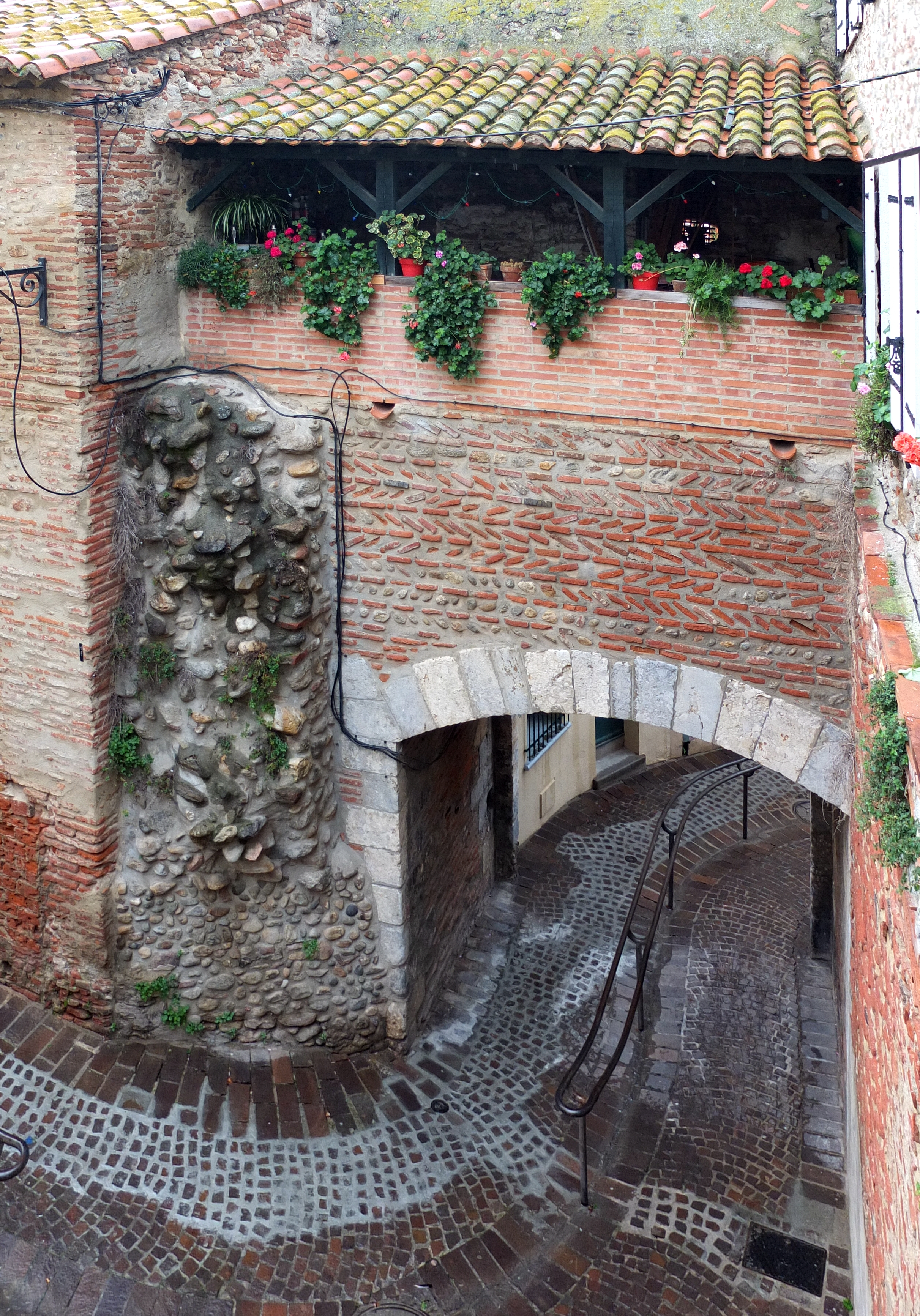
Porta dels Portalets, que uneix la Vila d'Amunt i la d'Avall (Amunt)
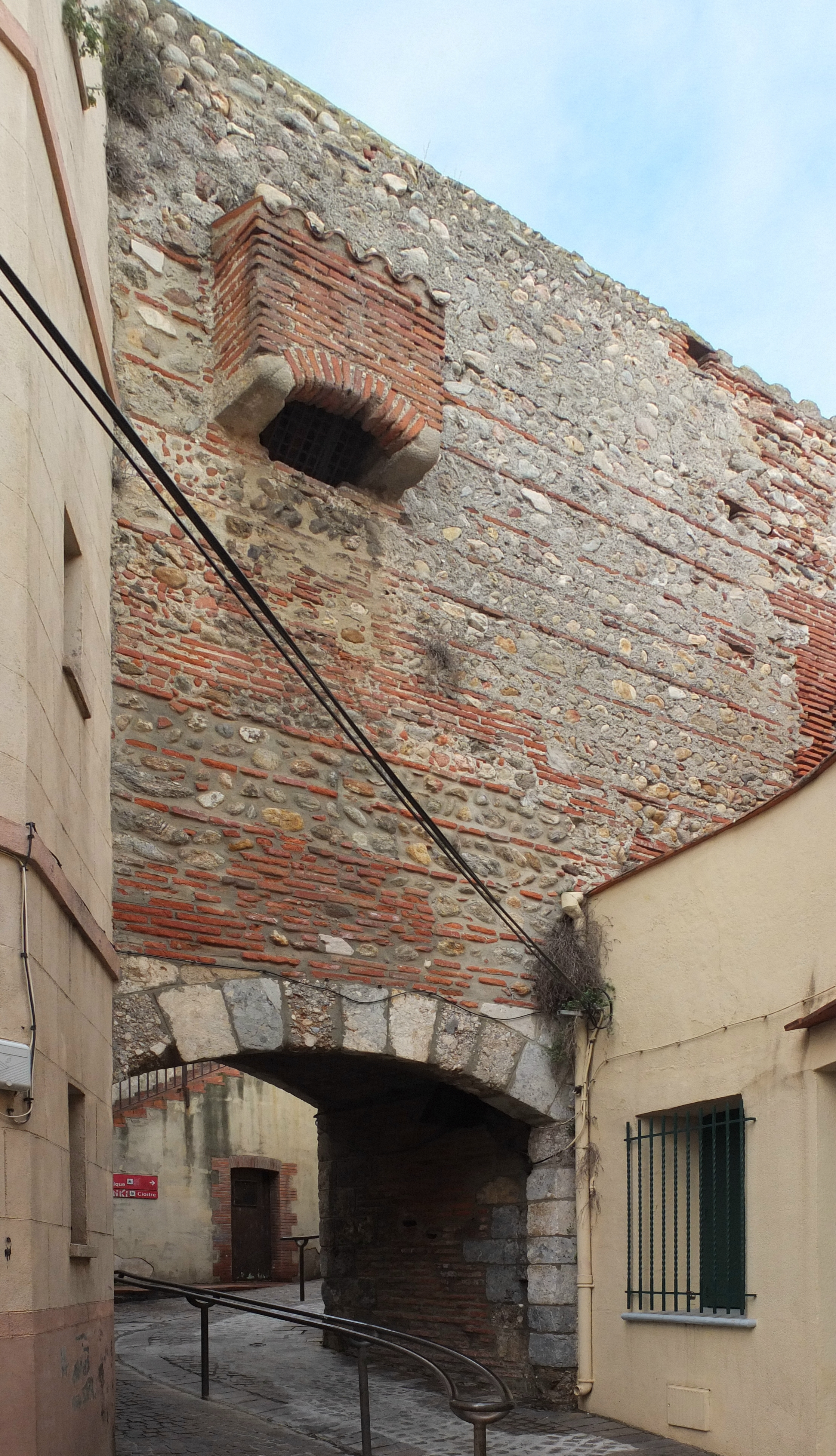
Porta dels Portalets, que uneix la Vila d'Amunt i la d'Avall (Avall)
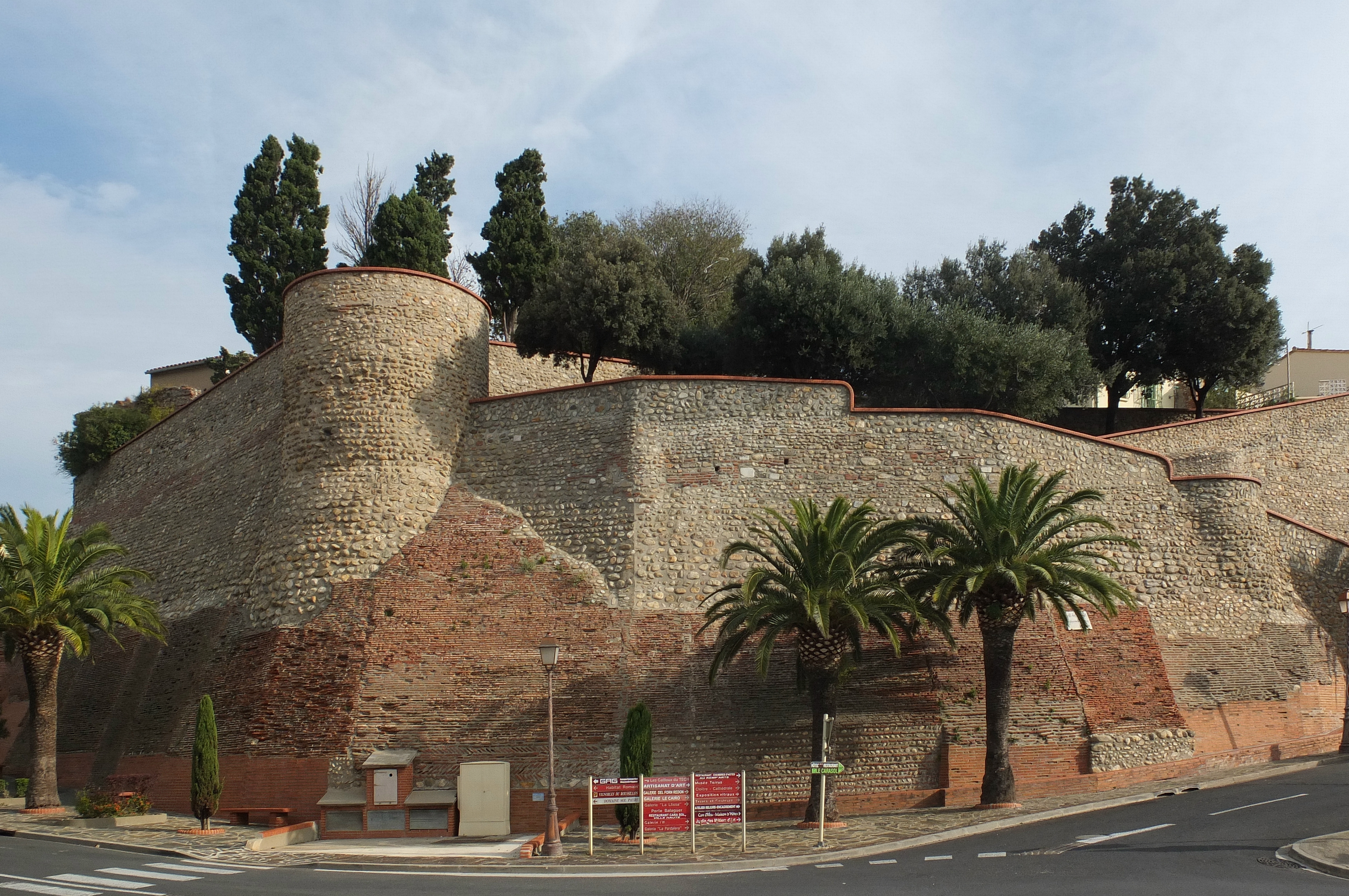
Fortificació de la Vila d'Amunt
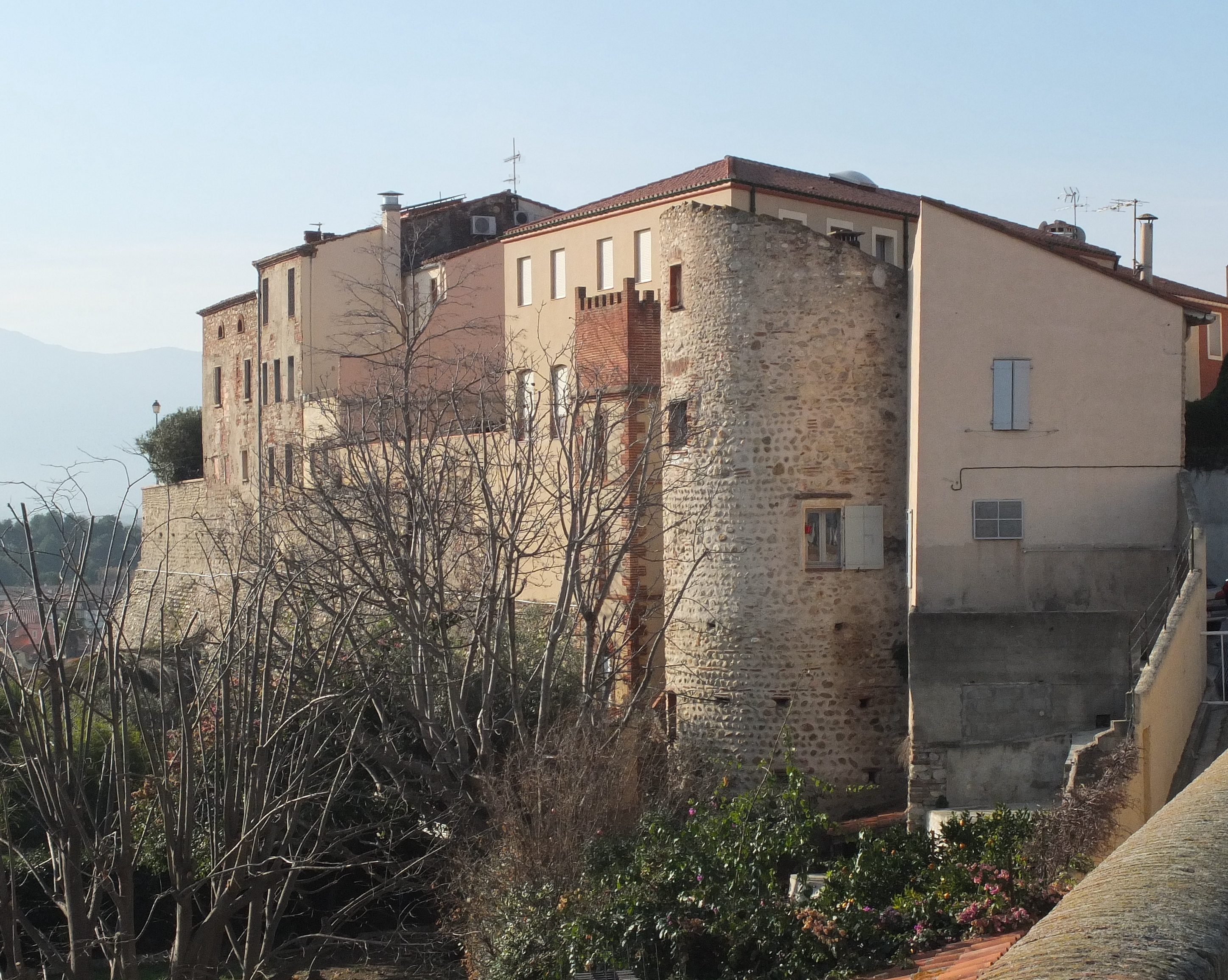
Vila d'Amunt (Bulevard Illiberis)
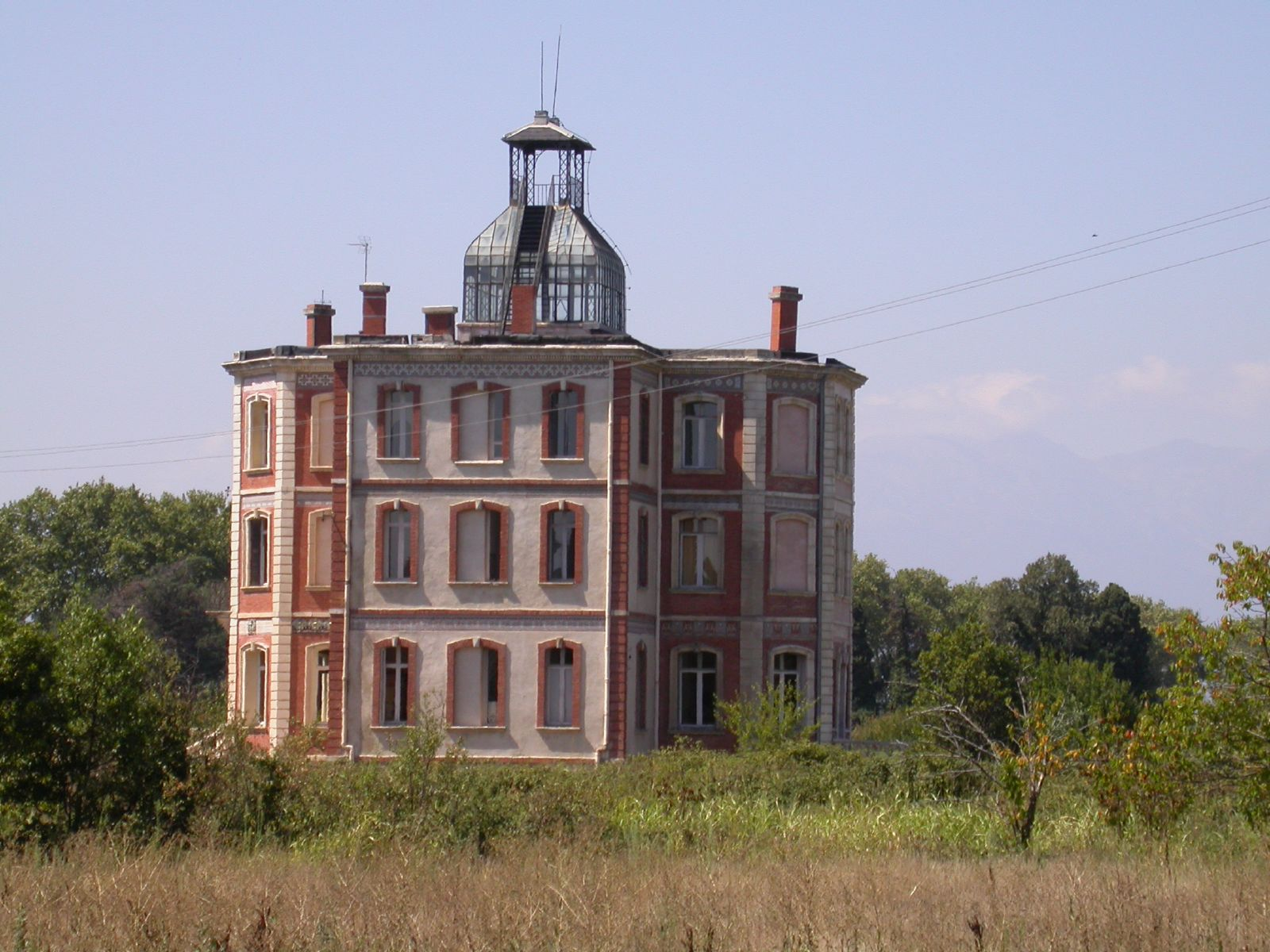
Edifici que acollí la maternitat (1939-1944)
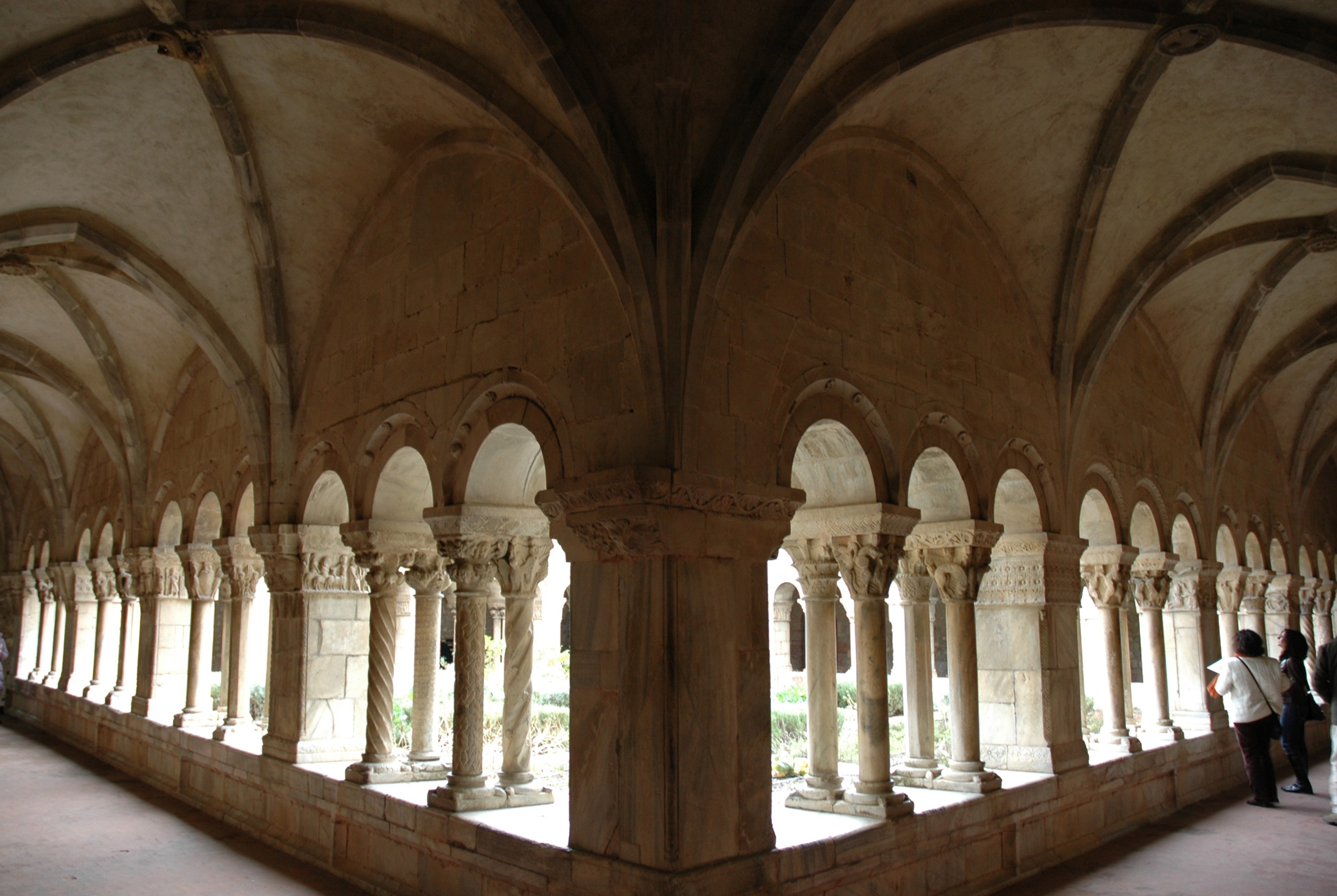
Vista del claustre
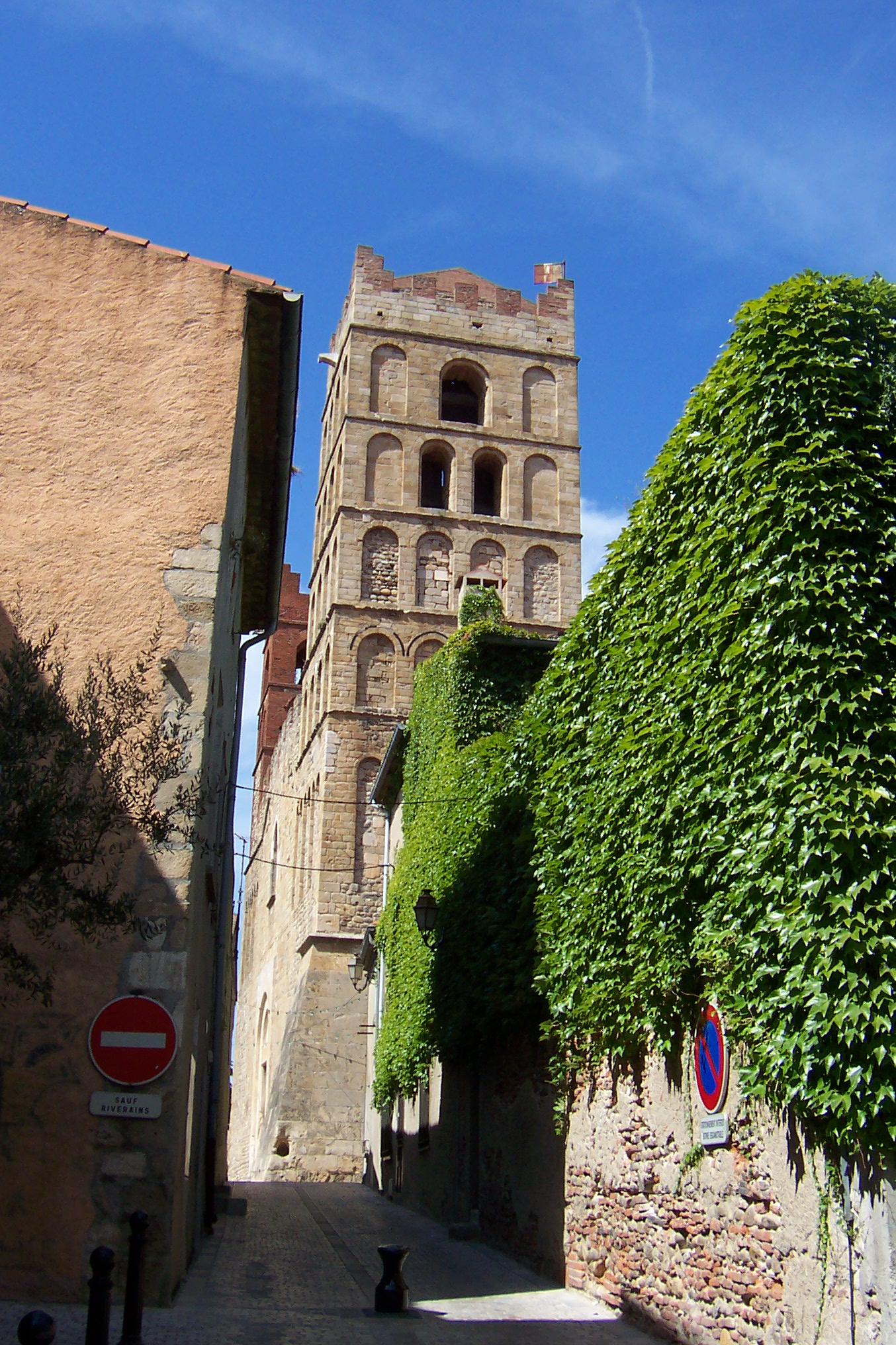
Claustre de la catedral
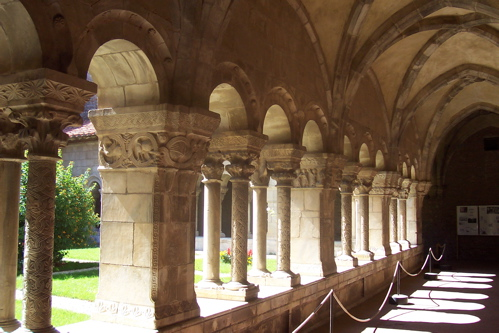
Galeria nord del claustre
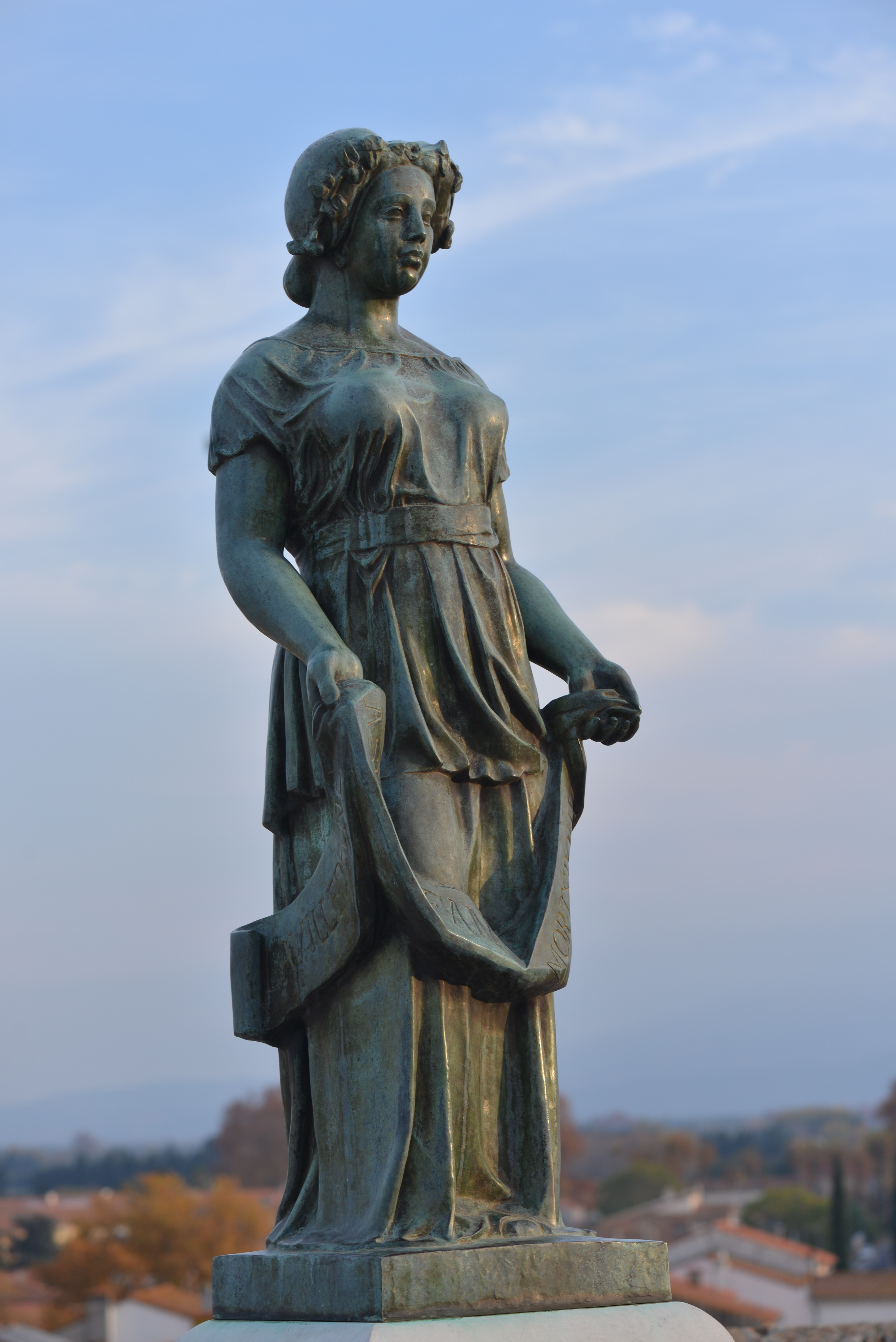
Memorial de guerra de Aristides Maillol

## Persones il·lustres
- Andreu Alfonsello un escriptor català en llengua llatina.
- Esteve Terrús (1857-1922) pintor i amic d'Henri Matisse.
- Gilbert Grau polític.
- Roger Grau historiador.
- Raymond de Lacvivier notari, corresponsal de l'IEC.
- Camille Cabana polític.
- Elisabeth Eidenbenz infermera suïssa, que creà la maternitat
- Rose Blanc, resistent antifeixista.
- Joseph Crespo, jugador de rugbi
- Yvonne Boachon-Joffre, escriptora en francès
- Marcel Delaris, pintor
- Ramon Rébujent, jugador de rugbi